# Boeing B-17 Flying Fortress
Il Boeing B-17 Flying Fortress (conosciuto anche come "Fortezza volante") è un bombardiere pesante quadrimotore sviluppato negli anni trenta impiegato principalmente dalle United States Army Air Forces nelle campagne di bombardamento strategico diurno contro bersagli tedeschi di tipo industriale, civile e militare durante la seconda guerra mondiale. La Eighth Air Force (Forza Aerea) di base in Inghilterra e la Fifteenth Air Force di base in Italia si unirono al Bomber Command (comando bombardieri) della RAF nell'operazione Pointblank, per assicurare la superiorità aerea sulle città, le fabbriche e i campi di battaglia nell'Europa occidentale, in preparazione dello sbarco in Normandia. I B-17 parteciparono anche alle operazioni nel teatro del Pacifico del conflitto, dove condussero raid contro navi e basi aeree giapponesi.
Delle oltre 1,5 milioni di tonnellate di bombe scaricate dagli Stati Uniti sulla Germania e sui territori occupati durante il conflitto, ben 640 000 furono sganciate dai B-17. Diventato un'icona della potenza aeronautica alleata già durante il conflitto, si guadagnò la reputazione di essere un sistema d'arma molto efficace e affidabile in grado di difendersi da solo e rientrare alla base nonostante ingenti danni. Numerose storie o foto di esemplari colpiti da aerei da caccia o dalla contraerea nemica, ma comunque in grado di volare, non fecero altro che accrescere la sua leggenda nell'immaginario collettivo. Il B-17 è considerato il primo aereo a essere prodotto in grandi quantitativi, e a evolversi successivamente in numerose varianti.

## Storia del progetto

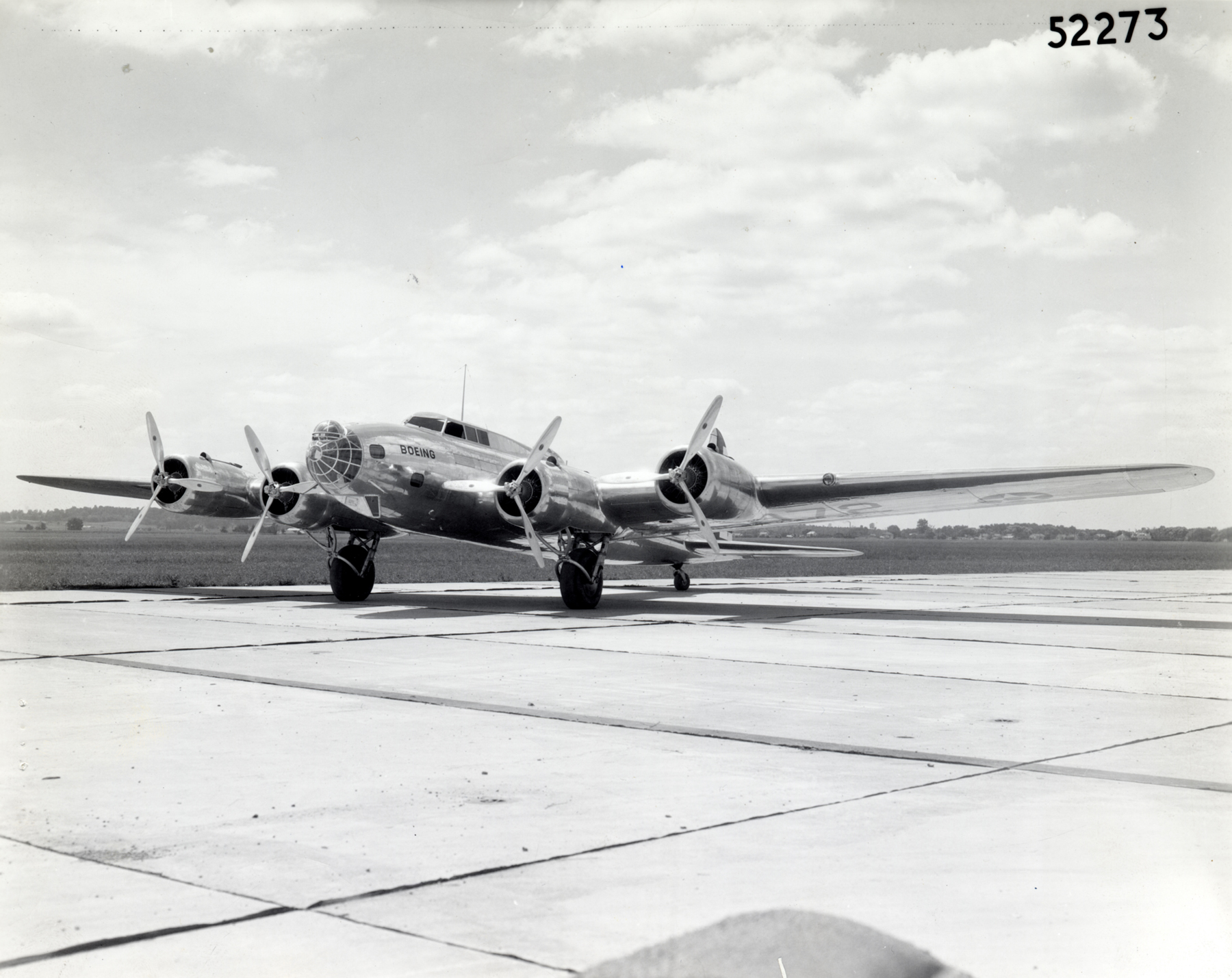
Model 299

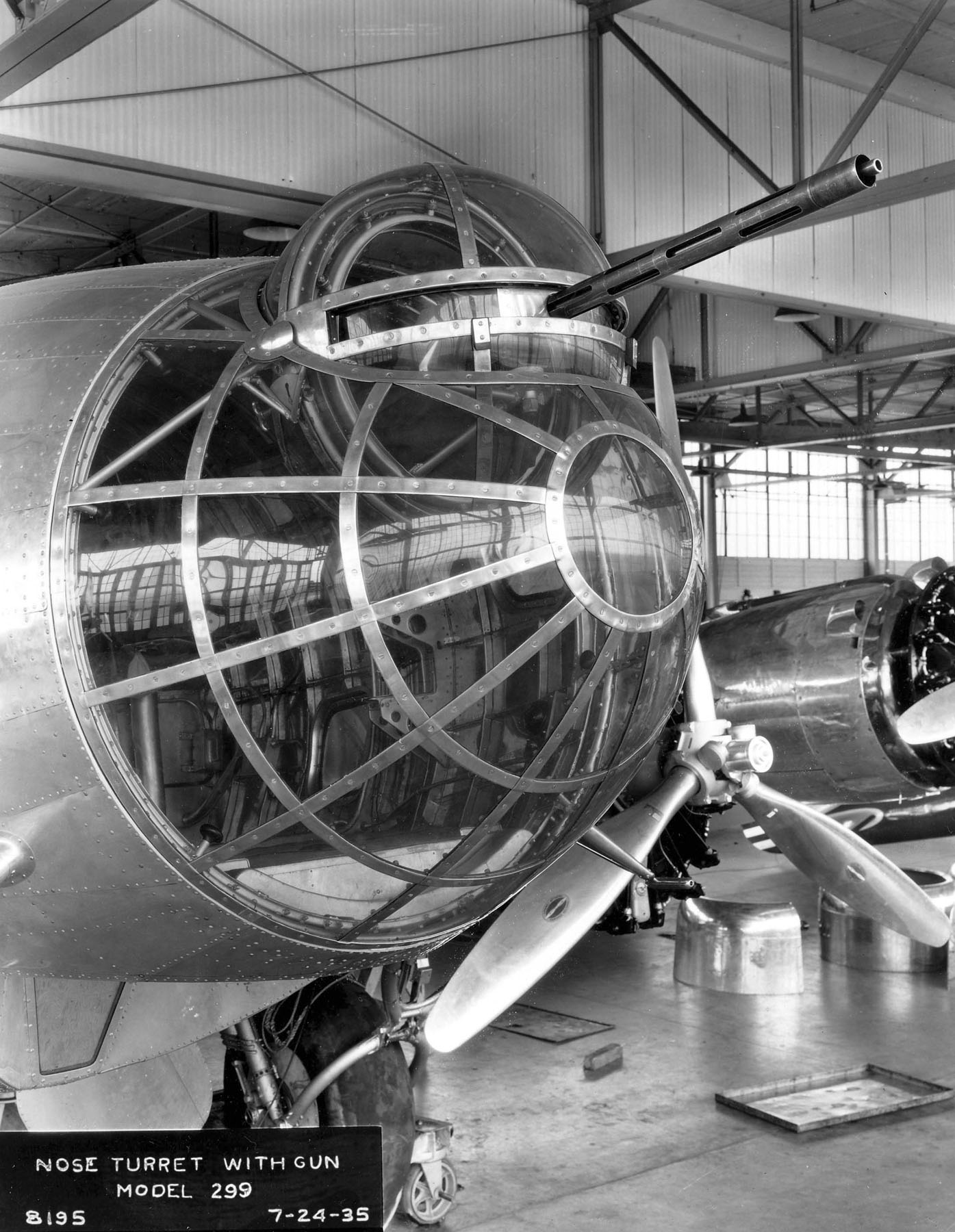
Torretta anteriore equipaggiata sul prototipo Model 299

L'8 agosto 1934, la United States Army Air Corps (USAAC), a quel tempo denominazione della componente aerea dell'United States Army (l'esercito statunitense), emise la specifica tecnica 35-356 per la fornitura di un bombardiere plurimotore che sostituisse l'oramai obsoleto Martin B-10.
Gli Air Corps stavano cercando un velivolo in grado di rinforzare le flotte aeree nelle Hawaii, a Panama e in Alaska, come risposta alla possibile minaccia di una flotta nemica verso le coste statunitensi; questa risposta doveva attuarsi attraverso un velivolo dalla grande autonomia e da una altrettanto grande capacità di carico. Il progetto inizialmente si chiamava XBLR-1 (Experimental Bomber Long Range,Nr. 1 - bombardiere sperimentale a lunga distanza n. 1), che fu poi abbreviato in Progetto A. La Boeing realizzò il Modello 294, poi denominato Boeing XB-15, che volò per la prima volta il 15 ottobre 1937 e fu accettato nel marzo 1938, ma giudicato troppo complesso e costoso.
Di conseguenza, otto settimane dopo, con la circolare 35-26 venne emanata una nuova specifica per un aereo più semplice ed economico. I requisiti prevedevano la capacità di trasportare un carico adeguato di bombe a una quota di 10 000 piedi (3 000 m) per 10 ore con una velocità massima di almeno 320 km/h. Erano desiderate, ma non richieste, un'autonomia di 3200 km e una velocità di 400 km/h. Non venivano poste obiezioni alla realizzazione di quadrimotori, anche se l'ordine finale sarebbe stato per 185 bimotori o 65 quadrimotori. La vittoria della competizione sarebbe stata decisa da un volo a Wright Field a Dayton, nell'Ohio. La Douglas propose il DB-1 e la Martin il Model 146.
Il prototipo del B-17 era designato come Model 299 ed era progettato da un team di ingegneri costituito appositamente dalla Boeing e guidato da E. Gifford Emery ed Edward Curtis Wells. Combinava le caratteristiche del bombardiere sperimentale Boeing XB-15 con quelle dell'aereo da trasporto Boeing 247. Il B-17 era armato con bombe (fino a 2200 kg su due alloggiamenti nel vano bombe) e cinque mitragliatrici da 7,62 mm. Era spinto da quattro motori radiali Pratt & Whitney R-1690 con 600 kW di potenza ciascuno (a 2100 m).
Il primo volo del Model 299 avvenne il 28 luglio 1935, con il capo pilota Leslie Tower ai controlli. Il reporter del Seattle Times Richard Williams coniò il nome "Fortezza Volante" e la Boeing lo registrò per impiegarlo ufficialmente. Il 20 agosto, il prototipo volò da Seattle a Wright Fields in nove ore e tre minuti ad una velocità media di 378 km/h, molto più elevata di quella degli altri modelli.
Nei test, il progetto quadrimotore della Boeing dimostrò delle prestazioni superiori rispetto al bimotore DB-1 e al Model 146, e l'allora maggior generale Frank Maxwell Andrews si convinse che le capacità a lungo raggio dell'aereo quadrimotore sarebbero state più efficienti dei bimotori con autonomia inferiore. Questa opinione fu condivisa dagli altri ufficiali i quali, ancora prima che finisse la competizione tra i prototipi, suggerirono l'acquisto di 65 B-17.

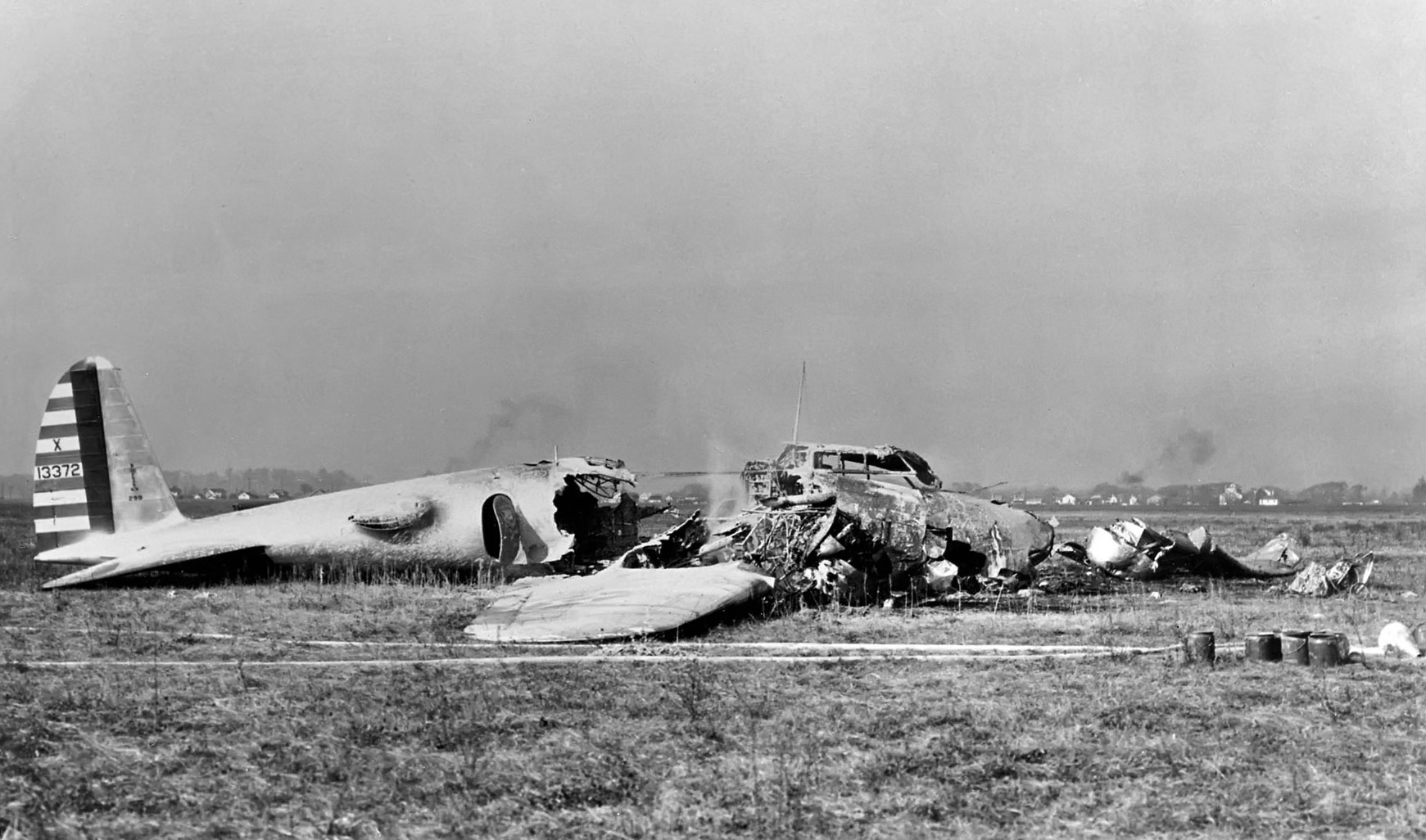
Model 299 precipitato a terra

Lo sviluppo continuò con il prototipo Boeing Model 299 e il 30 ottobre 1935 il pilota collaudatore dell'aeronautica statunitense, il maggiore Ployer Peter Hill, assieme all'impiegato Les Tower della Boeing, condusse un secondo volo di valutazione. L'equipaggio dimenticò tuttavia di disattivare un dispositivo che bloccava le superfici di volo; questo dispositivo era chiamato "gust lock", ed era inserito quando l'aereo era parcheggiato a terra. A causa di questa dimenticanza, dopo il decollo l'aereo iniziò a salire rapidamente, entrò in stallo e precipitò sul terreno. Nell'incidente Hill e Tower persero la vita e alcuni osservatori a terra furono feriti.
Il Model 299 non riuscì a compiere il volo di valutazione e mentre gli ufficiali dell'Air Corps erano entusiasti delle potenzialità del progetto, i responsabili dell'esercito erano preoccupati per il costo dell'aereo. La perdita dell'aereo non fu completa, poiché si riuscì a recuperare parti delle ali per impiegarle nel successivo sviluppo dei punti di montaggio delle mitragliatrici. Le speranze della Boeing di concludere il contratto di fornitura svanirono: il Capo di Stato Maggiore Malin Craig cancellò l'ordine di 65 B-17 e ordinò 133 velivoli B-18 Bolo della Douglas.

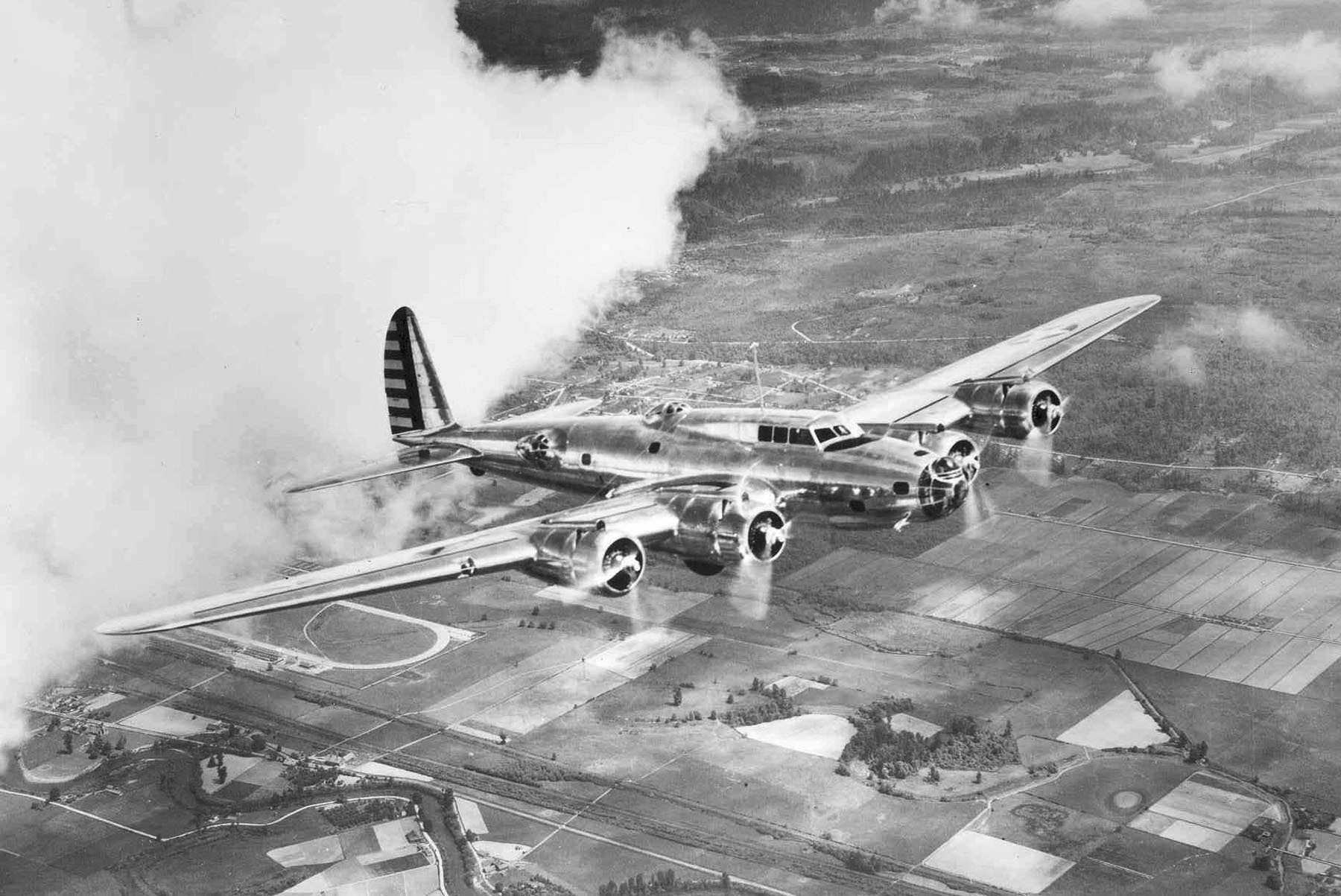
Boeing Y1B-17 in volo

Nonostante questo incidente, l'USAAC continuò ad essere impressionata favorevolmente dalle performance del prototipo e il 17 gennaio 1936 gli Air Corps ordinarono, sfruttando una possibilità della normativa vigente, 13 esemplari. Il velivolo venne rinominato YB-17 ed in seguito Y1B-17. L'YB-17 presentava molte migliorie rispetto al Model 299, tra cui propulsori Wright R-1820-39 Cyclone più potenti. Anche se il prototipo era di proprietà della Boeing e non ricevette una sigla militare, al velivolo venne applicata retroattivamente la sigla "XB-17", a designare un velivolo sperimentale.
Tra il 1º e il 4 marzo 1937, 12 dei 13 Y1B-17 vennero inviati al 2º gruppo bombardieri a Langley Field in Virginia, dove vennero impiegati per gli sviluppi operativi e i test di volo. Un suggerimento che venne adottato fu l'impiego di una checklist per evitare incidenti come quello accaduto al Model 299. In una delle prime missioni, tre B-17 diretti dal navigatore tenente Curtis LeMay furono inviati dal generale Andrews ad intercettare il transatlantico italiano Rex, che si trovava a 980 km dalle coste dell'Atlantico, e scattare fotografie. La missione ebbe successo e venne ampiamente pubblicizzata. La US Navy però non fu molto entusiasta della riuscita dell'operazione, tanto che in seguito al 2º gruppo bombardieri, che aveva in forza i velivoli, venne imposto dal Segretario alla Guerra di non superare le 100 miglia dalla costa. Il tredicesimo YB-17 venne inviato in Ohio, alla Material Division della base Wright Field, dove fu impiegato solo per le prove di volo.
Un quattordicesimo esemplare (numero 37-369), originalmente costruito per i test a terra di resistenza della struttura, venne aggiornato ed equipaggiato con turbocompressori. Questi ultimi mostrarono dei problemi e i voli di test del 1937 vennero rinviati fino a marzo dell'anno successivo. Queste modifiche costarono alla Boeing 100 000 dollari e furono completate solo nella primavera del 1939, ma aumentarono la velocità massima e la quota di tangenza. Il velivolo venne consegnato all'esercito il 31 gennaio 1939 e fu ri-designato con la sigla B-17A, per indicare la prima variante operativa.

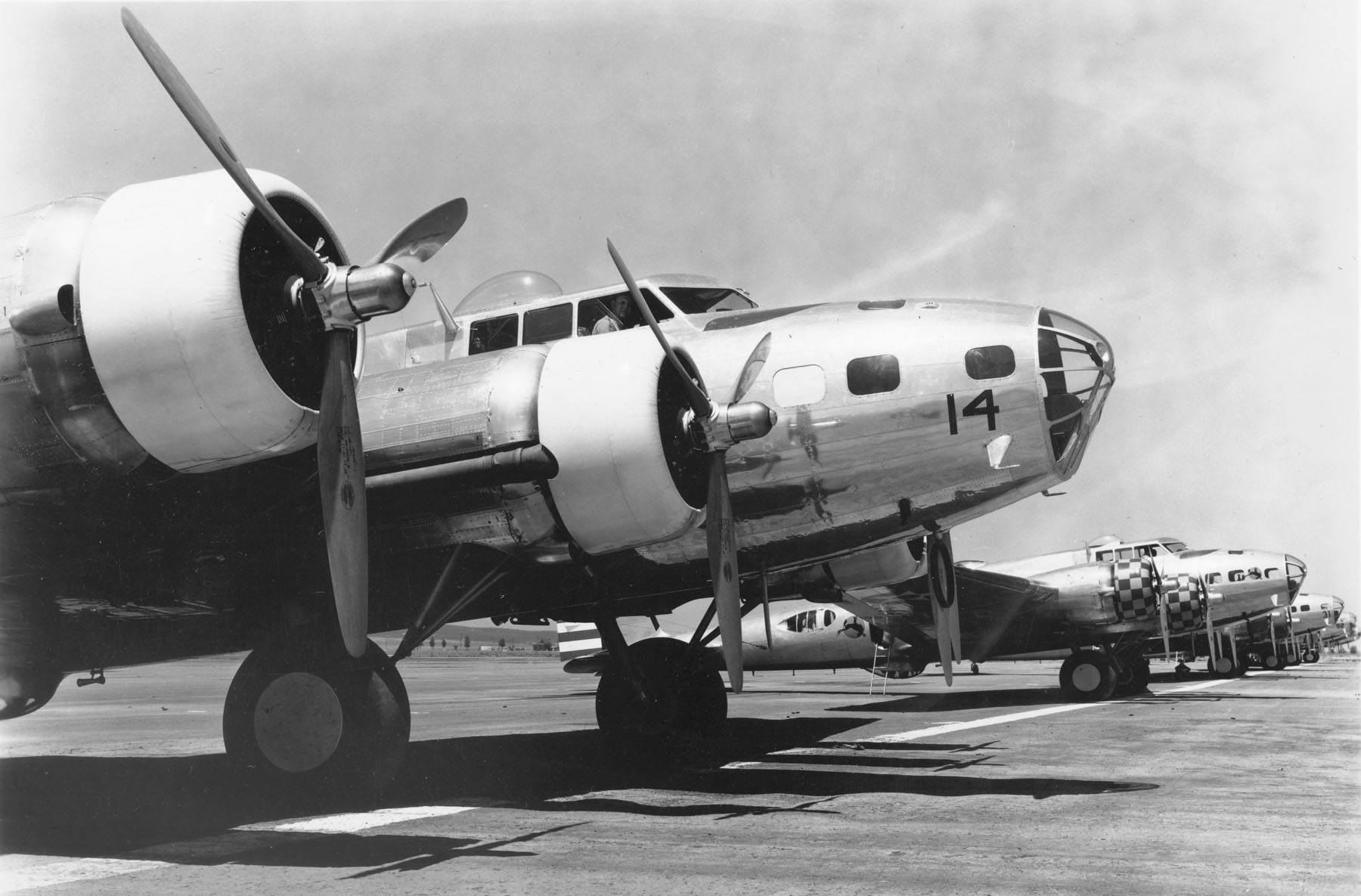
B-17B alla base di March Field, in California, prima dell'attacco a Pearl Harbor

Nel tardo 1937, gli Air Corps ordinarono altri dieci velivoli, designati B-17B e, poco dopo, altri 29, che vennero finanziati solo a metà 1939. Migliorati con flap e timone maggiorati, con un musetto di polimetilmetacrilato, i B-17B vennero consegnati in cinque tranches tra il luglio 1939 e il marzo 1940. I velivoli formarono due gruppi di bombardieri, uno per la costa orientale ed uno per quella occidentale.
Prima dell'attacco di Pearl Harbor, erano in servizio meno di 200 B-17, ma la produzione venne accelerata, e il B-17 divenne il primo aereo di grandi dimensioni ad essere prodotto in massa. Gli aerei entrarono in servizio in ogni zona di combattimento della seconda guerra mondiale e, quando la produzione terminò a maggio 1945, erano stati costruiti 12 731 esemplari dalla Boeing, dalla Douglas e dalla Vega (una filiale della Lockheed).

## Operazioni
(Affermazioni del feldmaresciallo Erhard Milch durante una riunione con i suoi collaboratori nell'ottobre 1942)

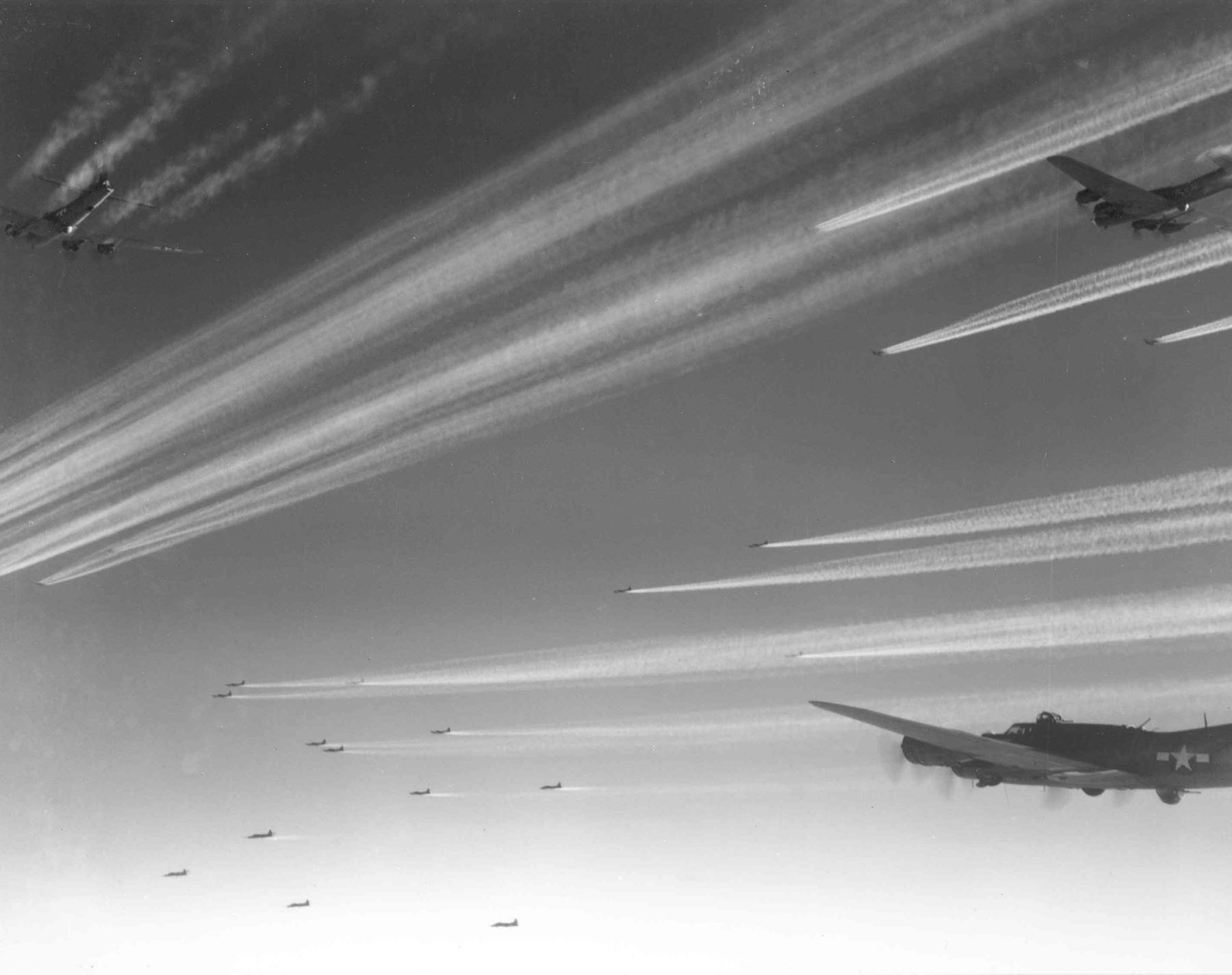
Una grande formazione di B-17F del 92º gruppo bombardieri sopra l'Europa

Il B-17 iniziò le operazioni nella seconda guerra mondiale con la Royal Air Force nel 1941, l'ottava e la quindicesima forza aerea USAAF nel 1942, per l'impiego in bombardamenti strategici di precisione contro bersagli industriali in Germania. Nell'operazione Pointblank guidarono attacchi in preparazione per l'assalto terrestre.
Durante la seconda guerra mondiale i B-17 furono impiegati in 32 gruppi di combattimento al di fuori degli Stati Uniti e, al culmine dell'impiego, nell'agosto 1944, ne erano presenti 4 574 esemplari in tutto il mondo; sganciarono 650195 t di bombe su bersagli europei (al confronto, i Liberator sganciarono 451691 t e tutti gli altri bombardieri statunitensi 420520 t). Circa 4 750 esemplari (un terzo dei B-17 costruiti) andarono persi in combattimento.

### Royal Air Force
La Royal Air Force (RAF) entrò in guerra senza possedere bombardieri pesanti e in attesa del 1941, anno di consegna dello Short S.29 Stirling e dell'Handley Page Halifax, la RAF strinse un accordo con la USAAC sin dall'inizio del 1940, per la fornitura di 20 B-17C, che vennero rinominati Fortress I. La loro prima operazione avvenne contro la città di Wilhelmshaven, l'8 luglio 1941. A quell'epoca, gli Air Corps statunitensi consideravano la quota di 20 000 piedi (6 100 m) già come un volo ad elevata altitudine e come tale al riparo da minacce provenienti da terra. Di conseguenza, l'equipaggiamento di bordo era stato progettato per operare alle temperature normalmente riscontrabili a quella quota; malgrado ciò, la RAF, preoccupata di essere intercettata dagli aerei tedeschi da caccia dell'epoca, bombardò le installazioni navali da una quota superiore, arrivando a volare a 30 000 piedi (9 100 m).
I bombardieri non riuscirono a colpire i bersagli da una quota così alta, anche in considerazione del fatto che questa serie di velivoli aveva come sistema di mira non il sistema di puntamento Norden USA (considerato segretissimo), ma un sistema inglese della Sperry ancora in fase di sviluppo; inoltre le temperature alla quota operativa prescelta furono tali da congelare i meccanismi delle mitragliatrici e il fatto non provocò conseguenze solo perché i caccia tedeschi attaccanti non riuscirono a compiere la corretta manovra di intercettazione nell'atmosfera rarefatta. Il 24 luglio tentarono il bombardamento di Brest, in Francia, ma anche in questo caso mancarono i bersagli completamente.

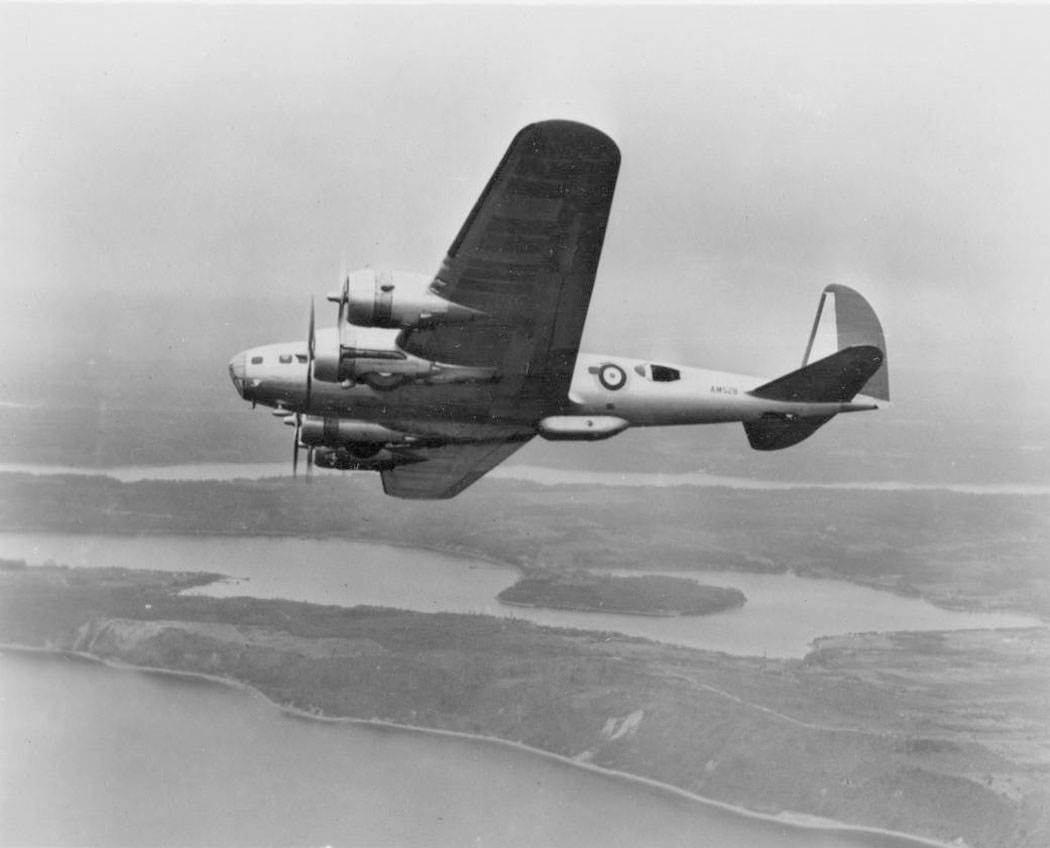
La Fortress B.I AN529 della RAF
ex-B-17C BO AAF S/N 40-2065
8 novembre 1941 Nordafrica

A settembre, dopo che la RAF aveva perso 8 B-17C in combattimento o in incidenti, il comando bombardieri abbandonò le operazioni di giorno a causa degli scarsi risultati. Il resto degli aerei fu trasferito a comandi diversi per l'impiego in vari compiti, tra cui la difesa delle coste. L'esperienza aveva mostrato alla RAF e alla USAAF che il B-17C non era pronto per il combattimento e che erano necessari un miglioramento delle difese, un maggiore carico di bombe e una maggiore accuratezza. Queste migliorie vennero introdotte nelle versioni successive. Inoltre, anche con questi aggiornamenti, solo la USAAF voleva continuare ad impiegare il B-17 come bombardiere diurno.
Il Comando Bombardieri RAF trasferì il resto degli aerei al Comando Costiero per l'impiego come pattugliatore a lunghissimo raggio. Queste pattuglie vennero rafforzate nell'agosto 1942 da 19 B-17F (chiamati Fortess Mk II) e 45 B-17E (Fortress Mk IIA) (l'USAAF offrì prima la variante B-17F, quindi le designazioni appaiono scambiate). Un esemplare del 206º squadrone RAF affondò il sottomarino U-627 il 27 ottobre 1942, il primo di 11 sottomarini U-Boot affondati dai bombardieri RAF durante la guerra.

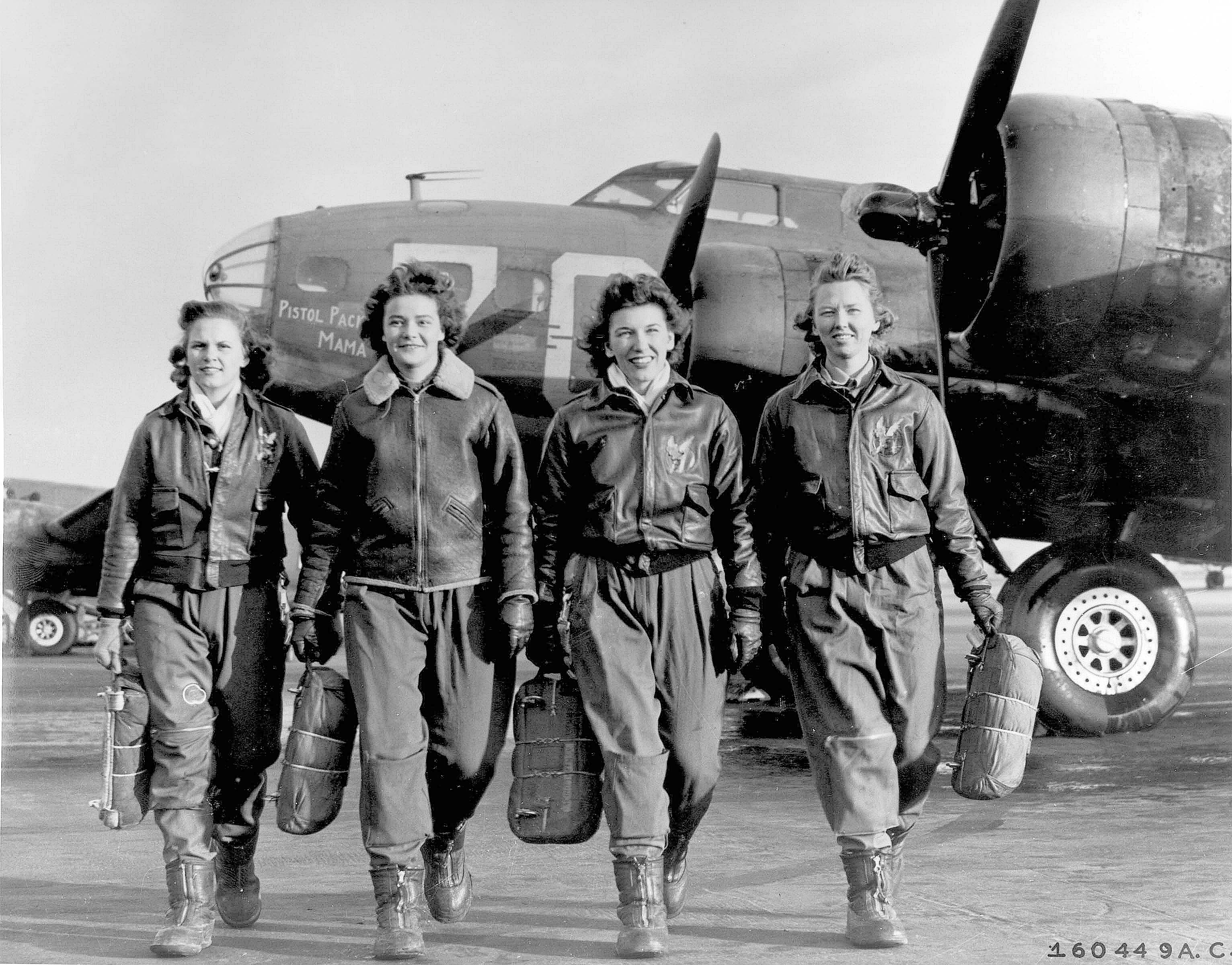
Quattro donne pilota alla scuola di aviazione a Lockbourne AAF in Ohio, durante l'addestramento. Da sinistra a destra: Frances Green, Marget (Peg) Kirchner, Ann Waldner e Blanche Osborn

### USAAF
Gli Air Corps (rinominati nel 1941 United States Army Air Forces o USAAF) impiegarono il B-17 ed altri bombardieri per colpire i bersagli attraverso l'allora segreto sistema di puntamento Norden, un computer elettro-meccanico stabilizzato giroscopicamente. Durante le missioni di bombardamento diurne questo dispositivo era in grado di determinare, in base agli input del bombardiere, il punto nello spazio nel quale l'ordigno doveva essere sganciato per colpire il bersaglio. Il bombardiere essenzialmente prendeva i controlli di volo dell'aereo durante l'attacco, mantenendo un assetto livellato fino a portarsi nel punto calcolato..
L'USAAF iniziò ad accumulare forze aeree in Europa costituite dalla variante B-17E, poco dopo l'ingresso in guerra. Le prime unità dell'ottava forza aerea giunsero a High Wycombe, in Inghilterra il 12 maggio 1942, per formare il 97º gruppo di bombardamento. Il 17 agosto 1942 18 B-17E del 97 tra cui il Yankee Doodle, pilotato dal maggiore Paul Tibbets (il pilota alcuni anni dopo dell'Enola Gay che lanciò la bomba atomica su Hiroshima) e dal generale di Brigata Ira Eaker, vennero scortati dagli Spitfire della RAF nel primo raid in Europa contro le linee ferroviarie di smistamento a Rouen-Sotteville, in Francia. L'operazione fu un successo e furono registrati solo leggeri danni a due aerei.

### Offensiva combinata

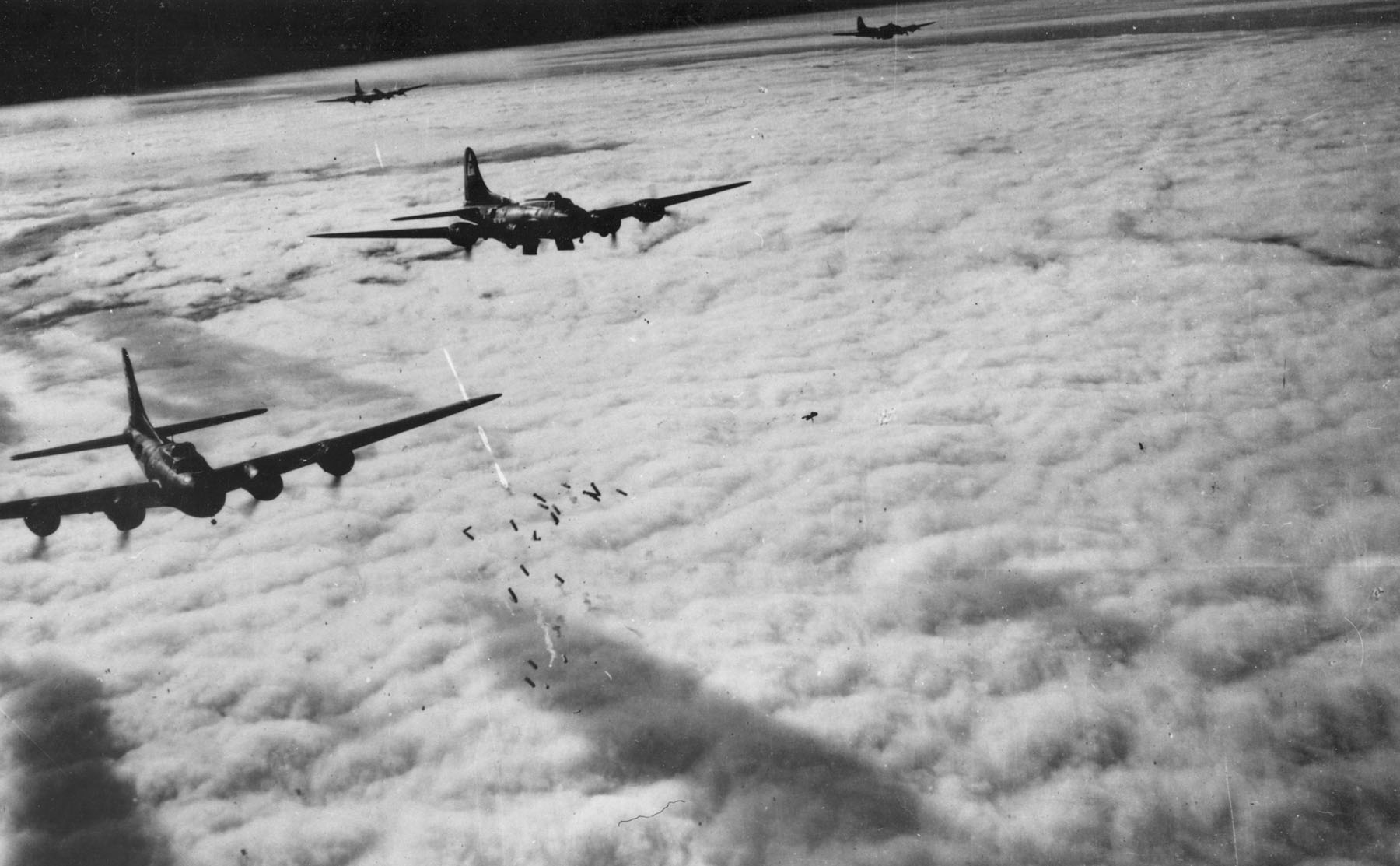
Boeing B-17F in operazioni di bombardamento. Germania, 13 novembre 1943

Le due diverse strategie dei comandi inglesi e americani vennero organizzate nella Conferenza di Casablanca nel gennaio 1943, dove venne pianificata l'operazione Pointblank, per indebolire la Wehrmacht e stabilire la superiorità aerea in preparazione all'offensiva di terra.
L'Operazione Pointblank iniziò con attacchi su bersagli nell'Europa occidentale. Il generale Eaker e l'ottava forza aerea posero come obiettivi prioritari le industrie aeronautiche tedesche, specialmente le fabbriche di assemblaggio degli aerei da combattimento, le fabbriche di propulsori e i produttori di cuscinetti a sfera.
Il 17 aprile 1943, un attacco alla fabbrica Focke-Wulf a Brema, effettuato da 115 B-17, ebbe uno scarso successo: sedici fortezze volanti vennero abbattute e altre 48 furono danneggiate. Nonostante questo, l'attacco riuscì a distrarre metà delle forze della Luftwaffe in operazioni anti-bombardamento.

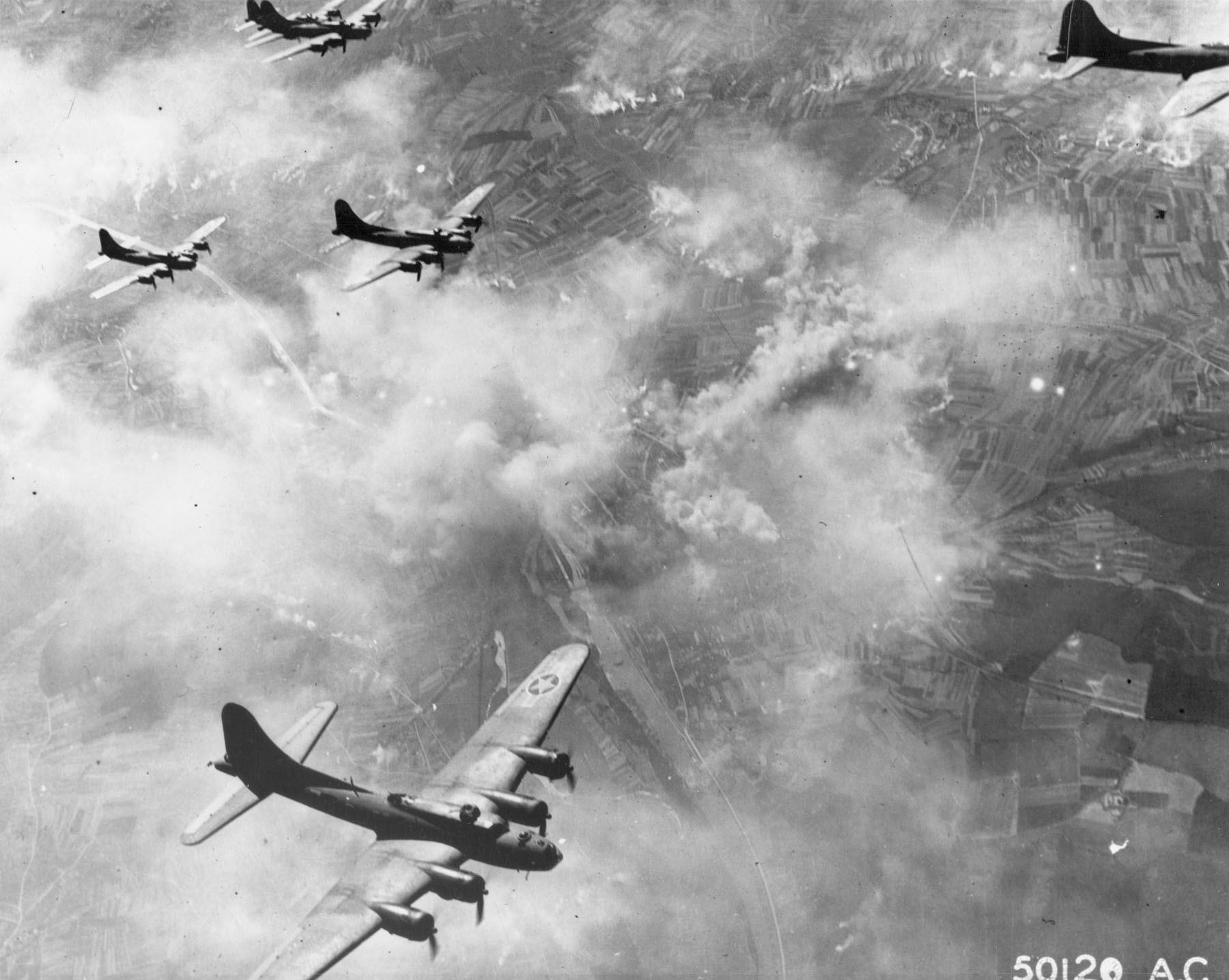
Formazione di B-17F sopra Schweinfurt, Germania, 17 agosto 1943

Poiché i bombardamenti delle basi aeree non stavano riducendo in modo apprezzabile la forza aerea della Germania, vennero formati ulteriori gruppi di B-17 ed Eaker ordinò missioni in zone più profonde del territorio nemico contro importanti bersagli industriali. L'ottava forza aerea prese di mira le fabbriche di cuscinetti a sfera a Schweinfurt, sperando di danneggiare la produzione bellica. Il primo raid, il 17 agosto 1943 non causò un danno critico alle fabbriche e i 230 bombardieri B-17 vennero intercettati da circa 300 caccia della Luftwaffe. Come risultato, 36 bombardieri vennero abbattuti con la perdita di 200 persone di equipaggio ed assieme alle perdite dei raid contro Ratisbona, vennero persi quel giorno un totale di 60 B-17.
Un secondo tentativo il 14 ottobre 1943 verrà successivamente ricordato come il "Giovedì Nero". Dei 291 bombardieri, 59 vennero abbattuti sopra la Germania, uno precipitò nella Manica, cinque si schiantaronno in Inghilterra e altri 12 vennero resi inutilizzabili a causa dei danni riportati o da incidenti, per una perdita totale di 77 velivoli. Altri 122 vennero danneggiati e necessitarono riparazioni prima di tornare in volo. Dei 2 900 aviatori che avevano fatto parte degli equipaggi, 650 non fecero ritorno, anche se alcuni sopravvissero come prigionieri di guerra. Negli aerei danneggiati rientrati, si contarono cinque morti e 43 feriti tra i membri di equipaggio. Solo 33 velivoli atterrarono senza danni. Tutte queste perdite furono causate da attacchi concentrati di oltre 300 aerei da caccia tedeschi.

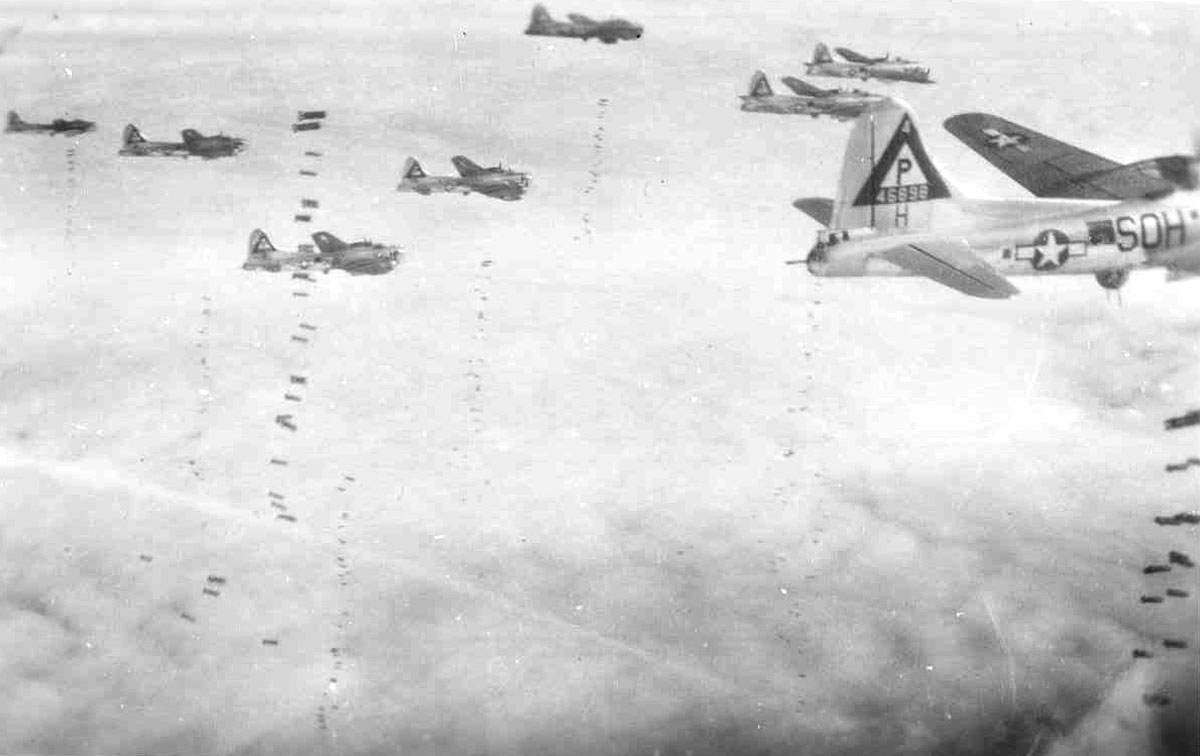
B-17G del 384º gruppo bombardieri

Queste perdite non erano sostenibili e l'USAAF riconoscendo la vulnerabilità dei bombardieri pesanti senza scorta, sospese i bombardamenti diurni in territorio tedesco fino allo sviluppo di aerei di scorta per proteggere i B-17 durante il percorso dall'Inghilterra alla Germania e ritorno. L'ottava forza aerea perse 176 velivoli nell'ottobre 1943 e l'11 gennaio 1944 subì altre pesanti perdite nelle missioni a Oschersleben, Halberstadt e Braunschweig. Quel giorno Doolittle ordinò la cancellazione della missione a causa del maltempo, ma le unità di testa erano già entrate nello spazio aereo nemico e continuarono la missione. La maggior parte degli aerei di scorta tornarono indietro o mancarono l'appuntamento, e di conseguenza 60 B-17 vennero distrutti.
Il terzo raid su Schweinfurt il 24 febbraio 1944 invece venne ricordato come la "Grande Settimana". Attraverso l'impiego di P-51 Mustang e P-47 Thunderbolt (con serbatoi supplementari sganciabili per aumentare il raggio d'azione), i B-17 vennero protetti adeguatamente dal nemico e solo 11 bombardieri su 231 impiegati vennero abbattuti. Gli aerei di scorta ridussero le perdite al di sotto del 7%, e solo 247 B-17 vennero persi in 3 500 voli.
Nel settembre 1944, 27 dei 40 gruppi che costituivano l'ottava forza aerea e sei dei 21 gruppi della quindicesima forza aerea impiegavano i B-17. Le perdite dovute alle armi contraeree continuarono ad essere elevate per tutto il 1944, ma il 27 aprile 1945 (due giorni dopo l'ultima missione di bombardamento pesante in Europa), la quantità di perdite si era ridotta talmente da non dover più ordinare velivoli di rimpiazzo e il numero di bombardieri di ogni gruppo venne ridotto. L'offensiva di bombardamento coordinato era effettivamente terminata.

### Teatro del Pacifico
Nel sudest del Pacifico operarono solo cinque gruppi di B-17, tutti convertiti ad altri impieghi nel 1943.

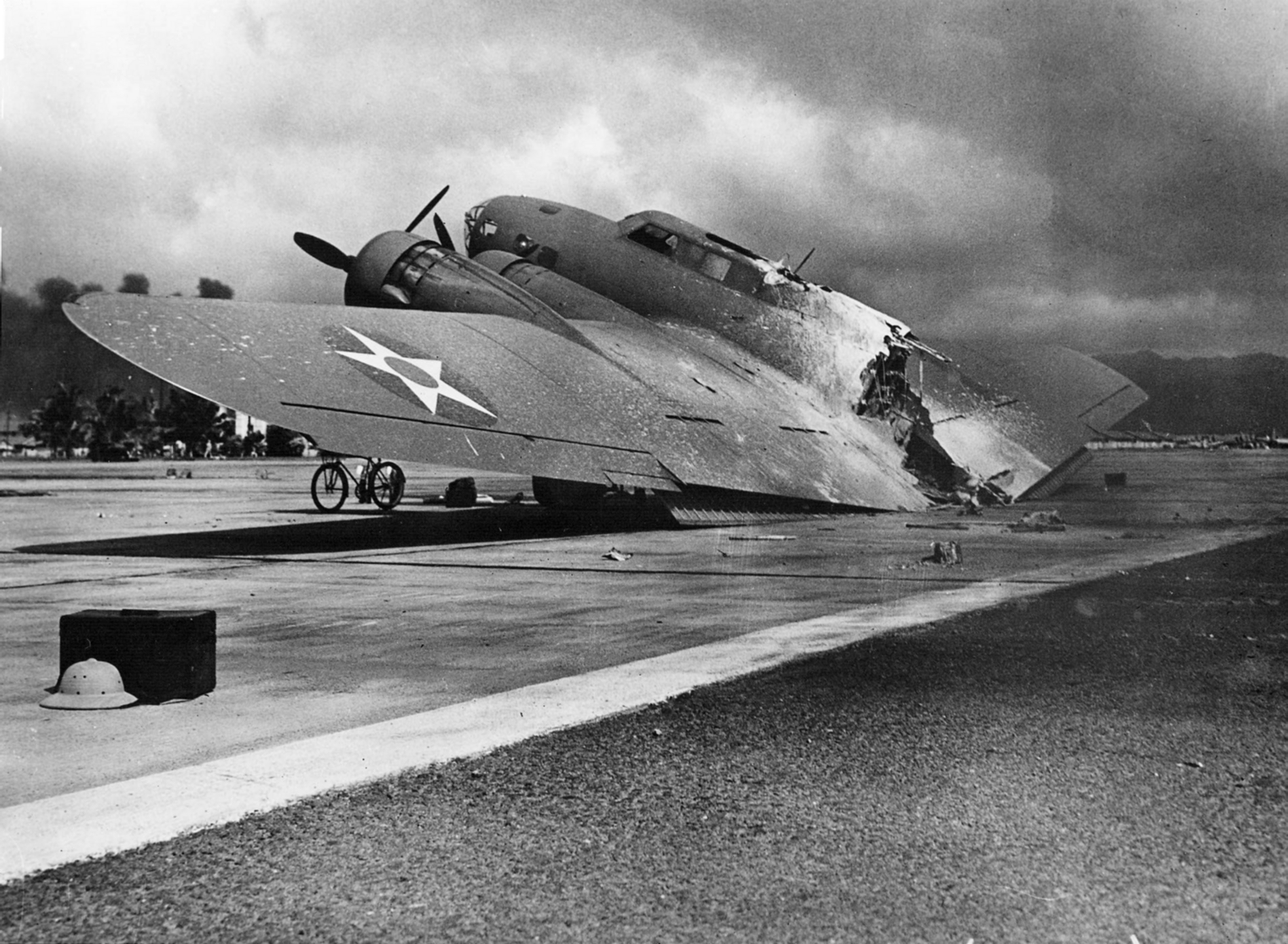
B-17C AAF S/N 40-2074 alla base di Hickam Field. Quando il capitano Raymond T. Swenson atterrò il 7 dicembre 1941, il fuoco delle mitragliatrici incendiò la regione centrale del velivolo, bruciandolo. Un membro dell'equipaggio venne ucciso da un attacco di un velivolo Zero. Foto di Tai Sing Loo. L'elmetto di Loo è visibile in primo piano.

Il 7 dicembre 1941 un gruppo di 12 B-17 del 38º (quattro B-17C) e dell'88º (otto B-17E) squadrone di ricognizione, in rotta per rafforzare le unità nelle Filippine, giunsero a Pearl Harbor durante l'attacco giapponese. Il copilota Leonard "Smitty" Smith Humiston, sul B-17C (numero di serie 40-2049) comandato dal tenente Robert H. Richards, pensò che il fuoco dei cannoni fosse un saluto effettuato dalla marina statunitense per celebrare l'arrivo dei bombardieri, ma subito dopo si accorse che c'era una battaglia in corso. La fortezza volante fu attaccata dagli aerei da combattimento giapponesi ma l'equipaggio ne uscì illeso, tranne una persona che subì delle abrasioni alle mani. Le attività dei giapponesi costrinsero il velivolo ad annullare l'atterraggio a Hickam Field e dirigersi a Bellows Field, dove fuoriuscì dalla pista e venne successivamente mitragliato. Anche se inizialmente venne giudicato riparabile, il bombardiere 40-2049 ricevette più di 200 colpi di mitragliatrice e non venne più riportato in condizioni di volo. In totale, dieci dei dodici bombardieri sopravvissero all'attacco.

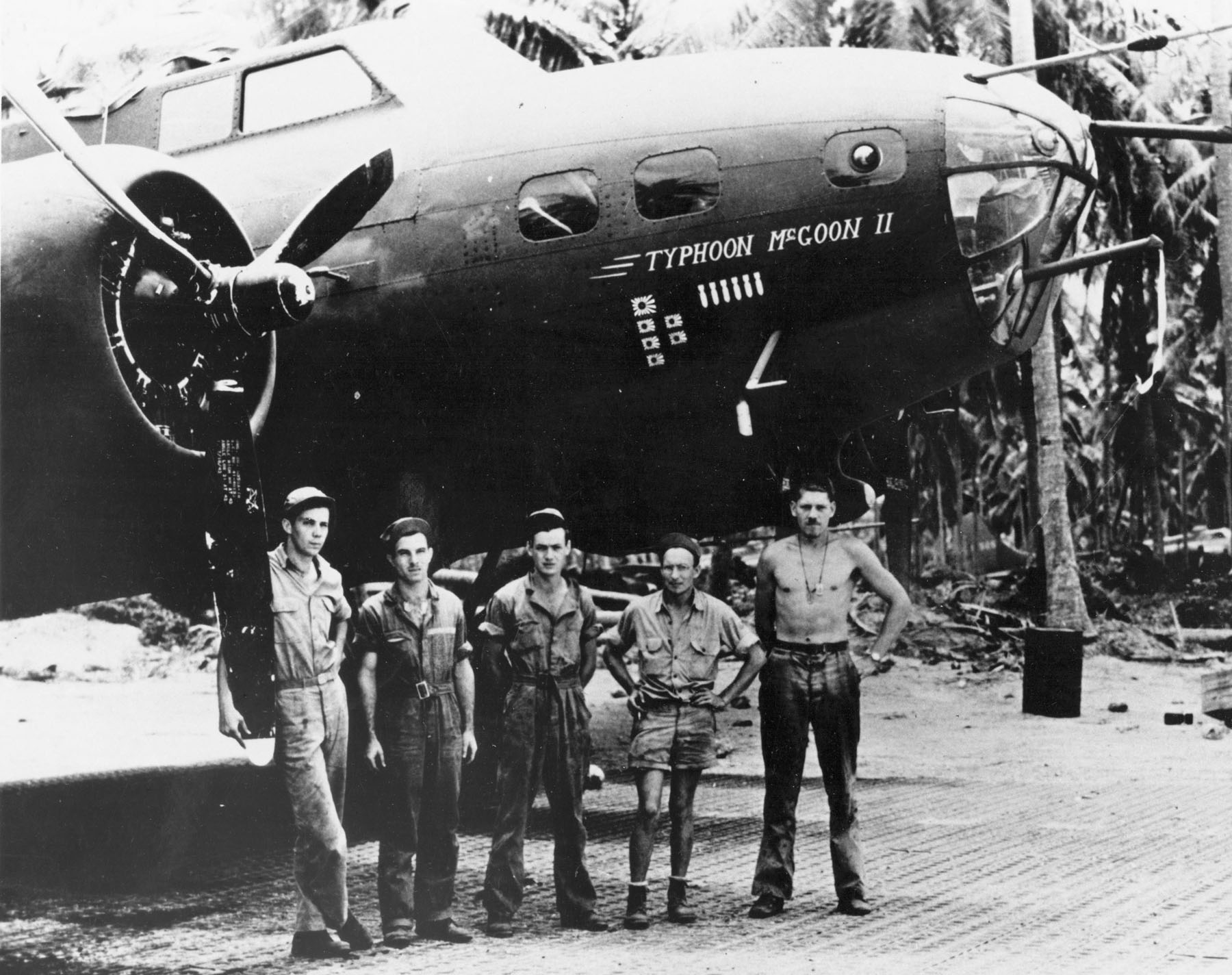
B-17E BO AAF S/N 41-9211
Typhoon McGoon II, ripreso nel gennaio 1943 a Nuova Caledonia. Notare le antenne installate sul muso di polimetilmetacrilato impiegate per la tracciatura radar di vascelli di superficie.

Per il 1941, la Far East Air Force (FEAF) di base a Clark Field nelle Filippine aveva in dotazione 35 B-17, e il Dipartimento della Guerra pianificò di aumentare questo numero a 165 unità. Quando il comando FEAF venne a conoscenza dell'attacco a Pearl Harbor, il generale Lewis Brereton inviò i bombardieri e gli aerei da combattimento in varie missioni di pattugliamento per evitare che venissero attaccati al suolo. Brereton pianificò dei raid contro le basi aeree giapponesi a Taiwan, in accordo con le direttive di guerra Rainbow 5, ma questa possibilità venne scartata dal generale Douglas MacArthur. L'autorizzazione alla missione venne rimandata a causa di aspre discussioni e decisioni controverse, seguite da vari rapporti falsi o confusi di attacchi aerei. Quando i B-17 ed i caccia Curtiss P-40 di scorta erano in procinto di decollare, vennero distrutti dai bombardieri giapponesi dell'11ª flotta aerea. La FEAF perse completamente metà dei velivoli durante il primo attacco e i restanti vennero distrutti nei due giorni successivi.
Un'altra delle prime battaglie del Pacifico ebbe luogo il 10 dicembre 1941, e vide il primo abbattimento di un B-17. L'episodio ebbe come protagonista il comandante dell'aereo Colin Kelly, che viene ricordato come il primo eroe statunitense del secondo conflitto mondiale per aver sacrificato la sua vita tenendo in volo il suo aereo in fiamme per un tempo sufficientemente lungo da permettere l'abbandono del velivolo al suo equipaggio. Erroneamente l'attacco venne dichiarato contro la corazzata veloce giapponese Haruna, che in realtà era a centinaia di km di distanza dal luogo. La nave attaccata, come ben specificato dall'asso giapponese Saburo Sakai presente nella zona (a lui fu assegnato l'abbattimento di Kelly stesso), era un incrociatore che non subì nessun danno. Kelly ricevette la Distinguished Service Cross alla memoria. L'asso giapponese che colpì il B-17, Saburō Sakai, notò che la Fortezza era particolarmente resistente ai colpi, difatti lui e i suoi gregari furono obbligati ad effettuare numerosi attacchi prima di riuscire ad abbattere il bombardiere..

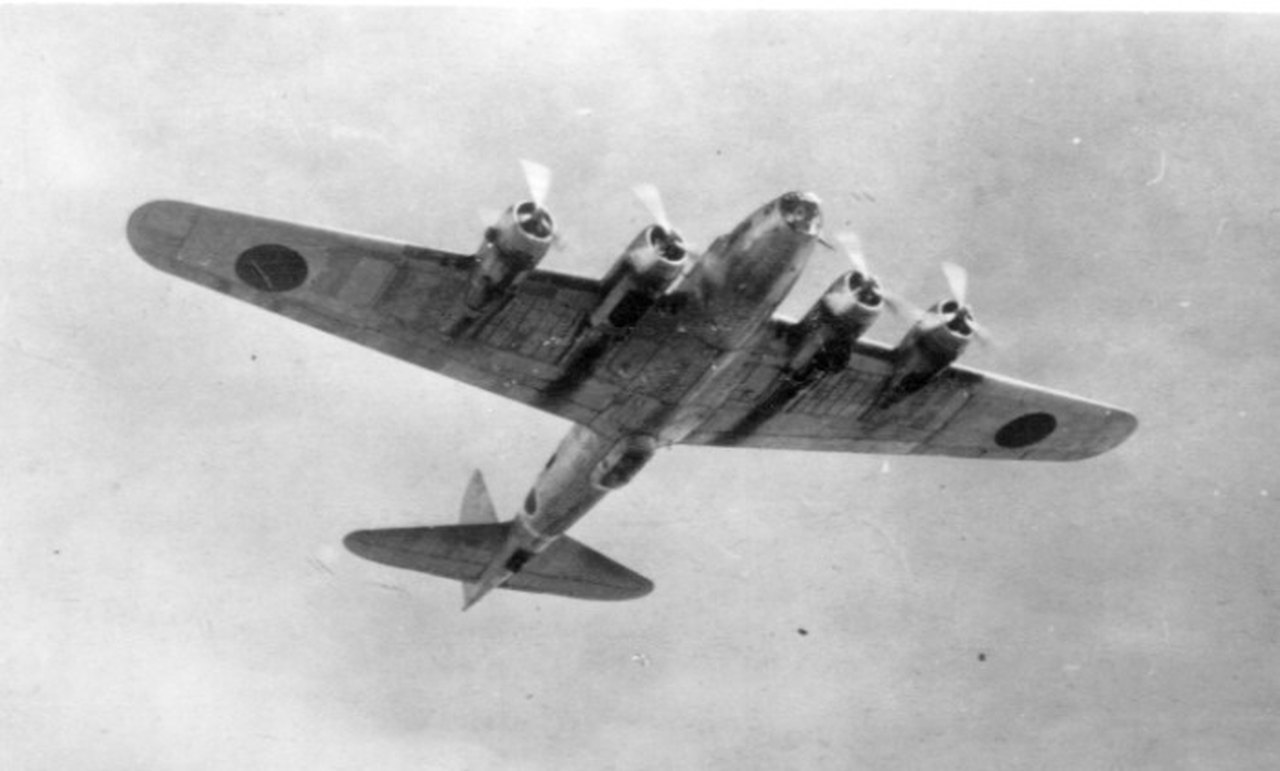
B-17D catturato dall'esercito giapponese

I B-17 vennero impiegati nelle prime battaglie del Pacifico con scarsi risultati, in particolare nella battaglia del Mar dei Coralli e nella Battaglia delle Midway. La 5th Air Force venne impiegata per interrompere le linee marittime giapponesi. La dottrina dell'Air Corps prevedeva bombardamenti da elevate altezze, ma in questo modo solo l'1% delle bombe colpiva i bersagli. Tuttavia, i B-17 operavano ad altezze tali che la maggior parte degli A6M Zero non poteva raggiungere e l'equipaggiamento di mitragliatrici pesanti era efficace contro gli aerei giapponesi che possedevano corazze leggere.
Il 2 marzo 1943 sei B-17 del 64º squadrone attaccarono un grande convoglio truppe giapponese da un'altezza di 10 000 piedi (3 000 m), durante le prime parti della battaglia del Mare di Bismarck, nei pressi della Nuova Guinea. I bombardieri affondarono tre mercantili, tra cui la Kyokusei Maru. Un B-17 venne abbattuto da un A6M Zero, il cui pilota colpì con le mitragliatrici i membri dell'equipaggio che stavano atterrando con i paracadute e altri membri dell'equipaggio quando erano ammarati. In seguito, 13 B-17 bombardarono il convoglio da media altezza, costringendo le navi a disperdersi. Il convoglio venne in seguito quasi completamente distrutto attraverso una combinazione di attacchi dei Beaufighter della Royal Australian Air Force e il bombardamento a bassa quota (a circa 30 m) dei North American B-25 Mitchell statunitensi, mentre i B-17 colpirono cinque obiettivi da altezze superiori.
Nel settembre 1942 fu presente il maggior numero di bombardieri in servizio, con 168 B-17.

### Difese

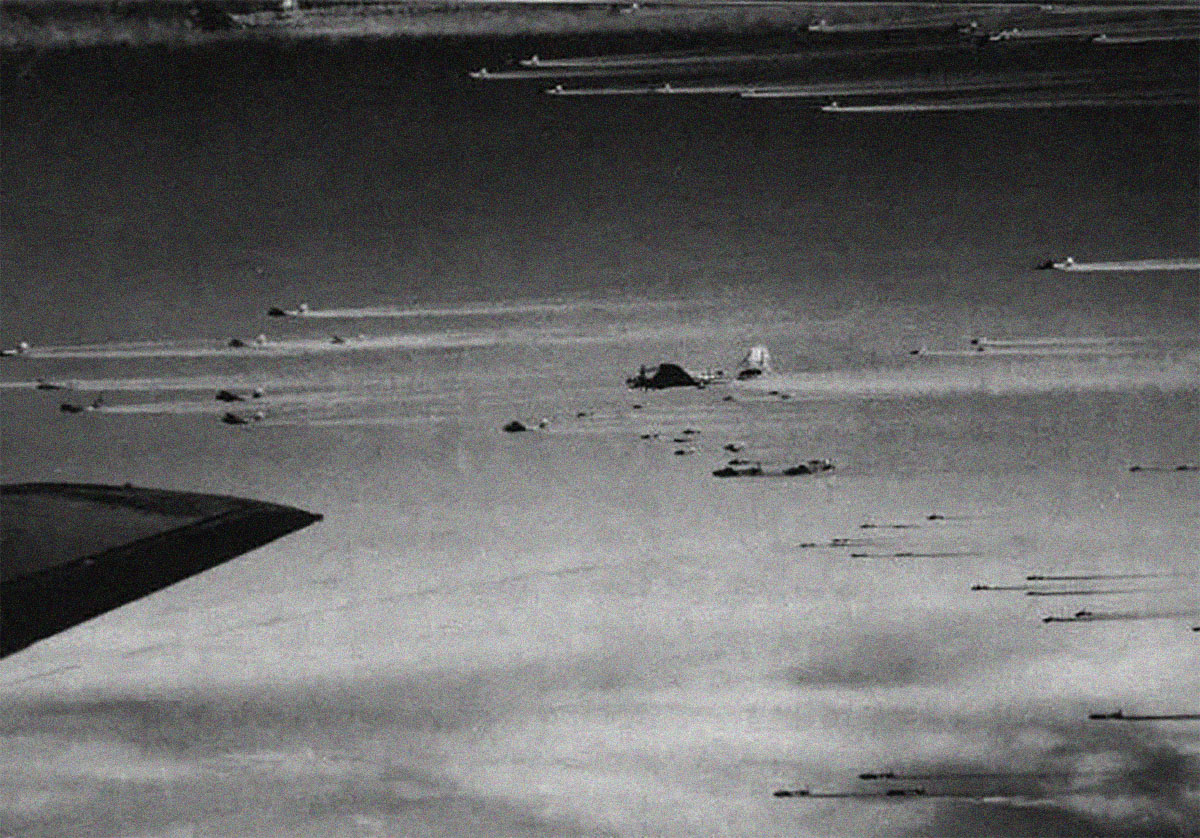
Parte di una formazione USAAF di oltre 1000 B-17

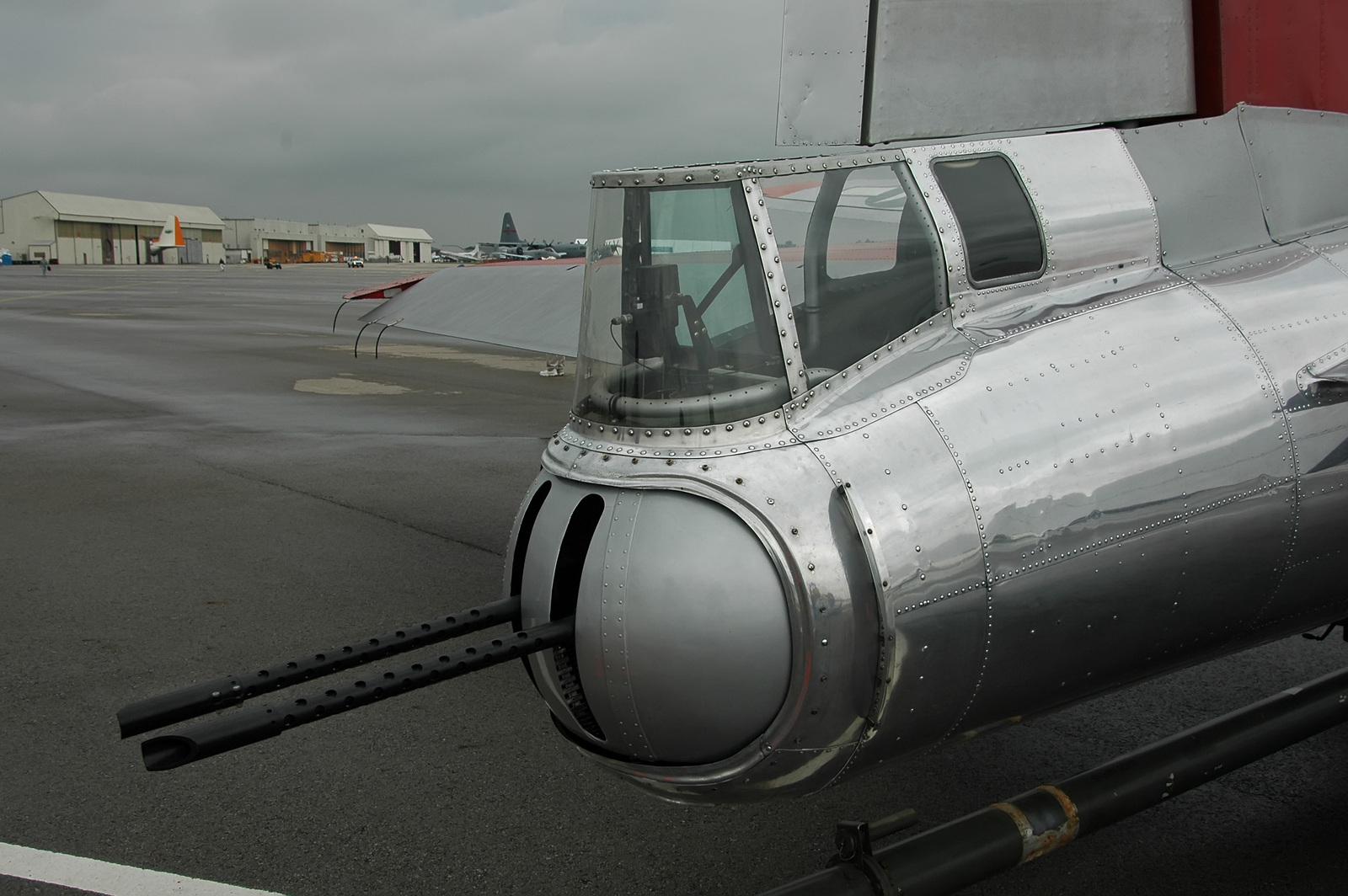
Una torretta di coda cosiddetta "Cheyenne", dal nome dello stabilimento dove per prima venne installata a partire dalle varianti B-17G

Prima dell'impiego di caccia di scorta a lungo raggio, i B-17 potevano fare affidamento solo sulle mitragliatrici Browning M2, calibro .50 BMG (12,7 mm) per difendersi. Quando la guerra si intensificò, la Boeing migliorò le nuove varianti in base alle indicazioni degli equipaggi. Il numero di mitragliatrici difensive aumentò dalle quattro unità da 0,50 pollici (12,7 mm) e una da 0,30 pollici (7,6 mm) della versione B-17C fino alle 13 mitragliatrici da 0,50 pollici (12,7 mm) installate sulla versione B-17G. I bombardieri non potevano manovrare efficacemente per schivare gli attacchi dei caccia nemici, e durante la fase che comprendeva l'avvicinamento finale al bersaglio, il puntamento e lo sgancio delle bombe (bombing run) dovevano volare diritti e livellati, per cui erano esposti agli attacchi diretti.
Un sondaggio nella US Army Air Force condotto nel 1943 mostrò che oltre metà dei bombardieri abbattuti dai tedeschi avevano lasciato la protezione della formazione principale. Per contenere il problema, gli Stati Uniti svilupparono migliori tecniche di impiego delle formazioni da bombardamento, che si evolsero nel cosiddetto sistema del combat box proposto per la prima volta dal colonnello Curtis LeMay nel novembre 1942: gruppi da combattimento sfalsati dove tutti i B-17 potevano coprirsi in sicurezza tra loro attraverso le mitragliatrici. In questo modo, una formazione di bombardieri diventava un bersaglio pericoloso da ingaggiare.
La formazione da combattimento dei bombardieri era tuttavia molto rigida e vulnerabile alle armi contraeree tedesche. Inoltre i "Jagdflieger", piloti da combattimento della Luftwaffe, svilupparono la contro-tattica di compiere rapidi passaggi a fuoco, evitando di ingaggiare i singoli bombardieri.
Di conseguenza, il tasso di perdite dei B-17 salì fino al 25% nelle prime missioni (60 dei 291 B-17 vennero persi in combattimento nel secondo raid su Schweinfurt). Solo con l'avvento di velivoli di scorta a lungo raggio (in particolar modo del North American P-51 Mustang), che contrastarono l'azione degli intercettori della Luftwaffe, tra il febbraio e il giugno 1944, le missioni dei B-17 assunsero significanza strategica.
Sin dall'inizio della campagna aerea i B-17 si misero in luce per la loro capacità di incassare danni durante i combattimenti e di riuscire a raggiungere il bersaglio e riportare l'equipaggio alla base. Wally Hoffman, un pilota di B-17 nell'Ottava Forza Aerea disse "l'aereo può essere tagliato e squarciato dal fuoco nemico quasi fino a ridurlo in pezzi e riporterà l'equipaggio a casa". Marin Caidin riferì un episodio in cui un B-17 si scontrò in volo con un Focke-Wulf Fw 190, perse un propulsore e subì danni ad entrambi gli stabilizzatori orizzontali di tribordo e allo stabilizzatore verticale, oltre ad essere fuoriuscito dalla formazione. Alcuni osservatori riferirono che l'aereo venne gravemente danneggiato e perse quasi la coda, ma riuscì a restare in volo e riportare l'equipaggio alla base. Le sue doti di incassatore compensavano il raggio di azione e il carico utile inferiori al Consolidated B-24 Liberator o al britannico Avro 683 Lancaster. Si moltiplicarono i resoconti di B-17 ritornati alla base con la coda distrutta o con un solo propulsore funzionante oppure con ampie porzioni delle ali danneggiate dalla contraerea. La sua robustezza, assieme al gran numero di esemplari operativi nell'ottava forza aerea e alla fama del Memphis Belle, resero il B-17 un aereo di importanza significativa del secondo conflitto mondiale.
Il progetto attraversò otto modifiche principali durante il corso della sua produzione, che culminò nel modello B-17G. Quest'ultimo si differenziava dal suo predecessore per l'aggiunta di una torretta con due mitragliatrici Browning M2 da 12,7 mm sotto il muso dell'aereo. Queste armi aggiuntive eliminavano la principale debolezza difensiva, costituita dagli attacchi frontali.

### Dotazione elettronica
Un importante ruolo nelle missioni di bombardamento in massa era svolto da alcuni aerei attrezzati con equipaggiamenti elettronici di direzione del tiro. Questi aerei, i cosiddetti pathfinder, cioè battistrada, rilevavano la posizione del bersaglio a terra anche in caso di copertura nuvolosa e dirigevano il resto dell'incursione marcando l'area con segnali di fumo, visto che le incursioni statunitensi si tenevano di giorno, mentre quelle inglesi erano notturne.
Gli strumenti vennero affinati progressivamente; il primo era Gee, uno strumento di navigazione a breve raggio; poi venne Oboe, che sfruttava segnali emessi da stazioni a terra in territorio inglese, in modo che il loro incrocio e l'angolo di emissione dessero la posizione dell'obiettivo, come l'X-Gerät tedesco. Poi vennero H2S, un radar di scansione del terreno collocato in una specie di vasca sotto il muso, e il suo successore H2X, in un radome semisferico posto sotto la fusoliera, dietro l'ala al posto della torretta ventrale.
H2S venne usato per la prima volta durante un raid su Emden il 27 settembre 1943, quando la prima parte della formazione guidata dai pathfinder e la seconda, guidata dal fumo sganciato da questi, riuscirono a colpire la città, mentre la terza parte, che aveva bombardato a vista in uno squarcio delle nubi, mise le bombe fuori bersaglio di miglia.
Altro apparato era Carpet, un emettitore di disturbi radar di creazione inglese, che veniva aeroportato e fu molto efficace nel disturbare i radar di guida alla contraerea.
Alla fine della guerra un certo numero di esemplari di B-17G dell'USAAF venne convertito al ruolo di ricerca e soccorso come B-17H, dopo essere stati dotati di radar di ricerca marittima in un radome sotto il muso ed un battello di salvataggio gonfiabile nella stiva porta bombe. Anche la United States Navy lo utilizzò, ma per il ruolo di AEW, dopo averlo dotato di un radar APS-20 e ridesignato PB-1W.

### La Luftwaffe
Dopo aver esaminato i rottami di B-17 e B-24, gli ufficiali della Luftwaffe scoprirono che per abbattere un bombardiere B-17 mettendosi alle spalle, servivano almeno 20 colpi di cannone da 20 mm. I piloti con discrete abilità colpivano gli aerei nemici solo con il 2% dei proiettili sparati, di conseguenza, per centrare con 20 colpi un bombardiere, un pilota doveva sparare un migliaio di proiettili. Le prime versioni del Focke-Wulf Fw 190, uno dei migliori aerei intercettori tedeschi, erano equipaggiate con due mitragliatrici MG FF da 20 mm, ciascuna con solo 500 colpi. Le versioni successive impiegarono i cannoni MG 151, con una portata maggiore, ma pur sempre limitata come efficacia a non più di 400 m, mentre i proiettili sparati dalle torrette dei B-17 erano letali fino a 1000 m. Per questo motivo gli aerei tedeschi erano in svantaggio con la tattica di avvicinamento da dietro. I tedeschi scoprirono che vi era un maggior vantaggio attaccando frontalmente, sia perché erano disposte meno armi difensive, sia perché il bombardiere poteva essere abbattuto mettendo a segno solo quattro o cinque colpi. Per migliorare le carenze offensive dell'FW 190, il numero dei cannoni venne portato da due a quattro, aumentando anche il numero di munizioni trasportate. Nel 1944 venne effettuato un ulteriore aggiornamento del cannone MK 108 da 30 mm, che poteva abbattere un B-17 con pochi colpi a segno.
La Luftwaffe fu tra gli operatori del B-17; infatti, dapprima un singolo aereo costretto ad un atterraggio sulla pancia nel dicembre 1942 venne rimesso in sesto e dato in carico alla I/KG.200, che era una unità speciale dedita alle operazioni clandestine. Nei mesi successivi altri due velivoli vennero catturati e rimessi in condizioni di volo; l'aereo venne ridesignato con il nome di copertura di Dornier Do 200. Gli aerei vennero utilizzati per paracadutare agenti dietro le linee per il resto della guerra in vari fronti, dall'Irlanda all'Algeria ed al Medio Oriente. Solo una delle fortezze volanti tedesche sopravvisse e venne ricatturata ad Altenburg dopo l'armistizio.

### Con insegne sovietiche
Il governo Americano rifiutò di vendere B-17 all'Unione Sovietica. Nonostante ciò, almeno 73 Flying Fortresses (Boeing model 299-0) vennero impiegate dall'aeronautica sovietica. Erano questi per lo più aerei che erano stati costretti ad atterraggi forzati dopo i famosi bombardamenti “shuttle” sul Terzo Reich o danneggiati durante un attacco della Luftwaffe sull'aeroporto di Poltava. 23 B-17 vennero rimessi in condizioni di volare dai tecnici russi ma non vennero mai impiegati in combattimento. Furono concentrati nel 45º BAD /890º BAP che nel 1946 venne assegnato nella fabbrica di aerei Kazan' per essere di supporto alla produzione del Tupolev Tu-4, una copia del Boeing B-29.

### Impiego postbellico

#### U.S. Air Force
Dopo la seconda guerra mondiale, il B-17 venne considerato obsoleto e gli Stati Uniti ritirarono la maggior parte degli esemplari. Gli equipaggi trasferirono i bombardieri attraverso l'Atlantico verso gli Stati Uniti, dove la maggior parte venne smantellata. A seguito della formazione della United States Air Force nel 1947, i B-17 restanti (chiamati F-9 e in seguito RB-17) entrarono in servizio nello Strategic Air Command (SAC) dal 1946 al 1951. Alcuni esemplari vennero impiegati dall'Air Rescue Service per le ricerche in pieno oceano tra la fine degli anni quaranta e metà degli anni cinquanta.
Al termine degli anni cinquanta, gli ultimi B-17 in servizio erano diventati QB-17 target drone, DB-17P drone controller e VB-17. L'ultima missione operativa venne condotta il 6 agosto 1959, quando l'esemplare DB-17P 44-83684 diresse un'unità QB-17G 44-83717 fuori dalla base aerea Holloman, nel Nuovo Messico, come bersaglio per un missile aria-aria AIM-4 Falcon lanciato da un F-101 Voodoo. Qualche giorno dopo si tenne una cerimonia di ritiro, dopo la quale l'ultimo esemplare, 44-83684 venne ritirato dal servizio.

#### U.S. Navy e U.S. Coast Guard

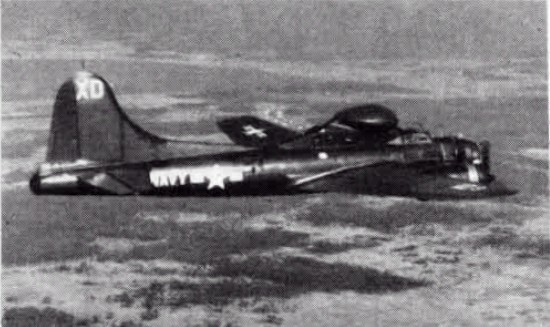
Un PB-1W della United States Navy con il radome del radar AN/APS-20 installato dietro la cabina di pilotaggio

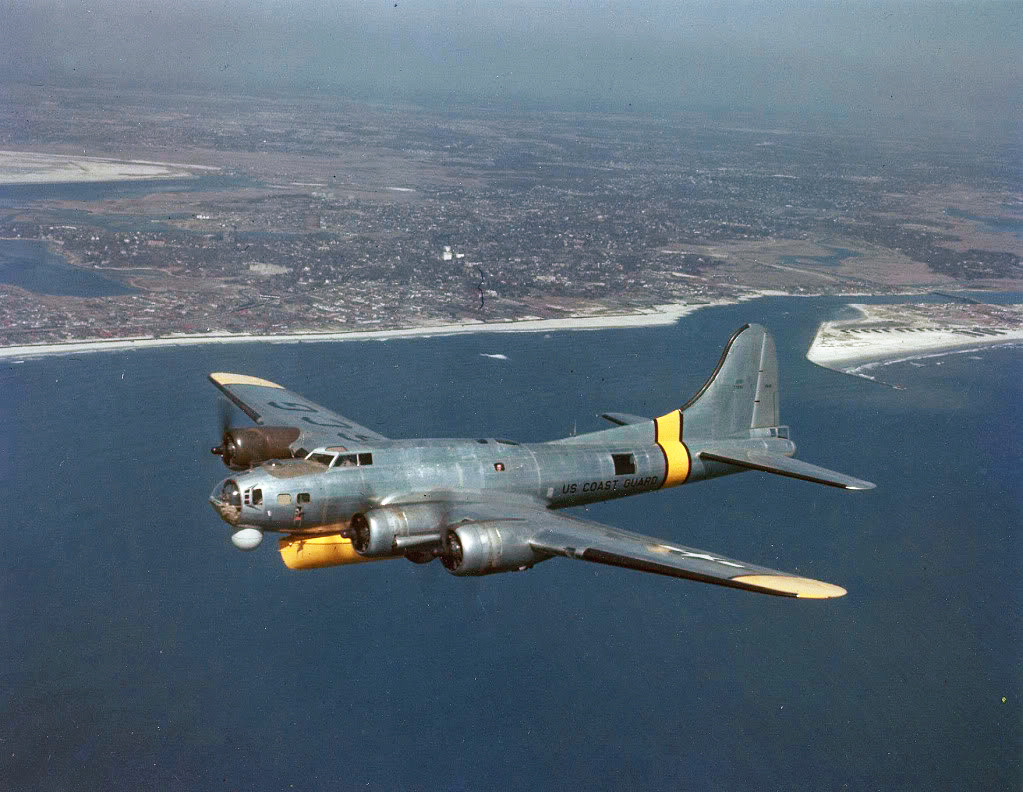
Boeing PB-1G della United States Coast Guard. La USCG utilizzò 18 ex-USAAF SB-17G dal 1945 al 1959

Durante l'ultimo anno della guerra e nell'immediato dopoguerra, la marina statunitense acquisì 48 B-17 per il pattugliamento e le operazioni di recupero. Inizialmente questi velivoli operarono con le designazioni ufficiali USAAF, ma il 31 luglio 1945 queste vennero cambiate in PB-1, sigla impiegata originalmente nel 1925 per un aliscafo sperimentale. Poiché la maggior parte delle Fortezze Volanti erano costruite dalla Douglas o dalla Lockheed e non più dalla Boeing, sarebbe stata più logica una designazione di tipo P4D-1W o P3V-1G.
Ventiquattro B-17G (tra cui un B-17F aggiornato alla versione G) vennero impiegati dalla marina con la sigla PB-1W. La "W" simboleggiava un impiego antisommergibile. Essi vennero equipaggiati con un grande radome, progettato per un radar di ricerca AN/APS-20, installato sotto la fusoliera, e vennero aggiunti ulteriori serbatoi interni di combustibile per aumentare il raggio d'azione. Questi velivoli vennero anche ridipinti in blu-scuro, una livrea standard impiegata dalla marina alla fine del 1944. La maggior parte degli aerei era costruita dalla Douglas e volarono dalla fabbrica di Long Beach alla Naval Aircraft Modification Unit in Pennsylvania durante l'estate del 1945, dove furono dotati del radar. Tuttavia, la guerra terminò prima di poter impiegare i PB-1W, quindi l'installazione di armamenti difensivi fu cancellata.
I primi PB-1W furono inseriti nello Squadrone Bombardieri Pattugliatori 101 (VPB-101) nell'aprile 1946. I velivoli evolsero infine in aerei da allerta rapida, grazie al loro radar APS-20. Nel 1947, i PB-1W vennero impiegati in unità operative con le flotte nell'Atlantico e nel Pacifico. VPB-101 sulla costa orientale vennero inseriti nello Squadrone Aereo di Test e Valutazione QUATTRO (VX-4) e assegnati alla base navale di Quonset Point, a Rhode Island. Successivamente, nel 1952, lo squadrone VX-4 divenne lo Squadrone Aereo di Allerta Rapida DUE (VW-2) e trasferito alla base di Patuxent River, in Maryland. La missione secondaria era costituita dalla difesa antisommergibile e il servizio di ricognizione per gli uragani. Il primo squadrone di allerta rapida venne formato nel 1952 con quattro PB-1W, di base alla Naval Air Station Barbers Point nelle Hawaii.
I PB-1W continuarono a prestare servizio nella marina fino al 1955, quando vennero gradualmente sostituiti con i Lockheed WV-2, una versione militare del Lockheed 1049 Constellation.
Due B-17 vennero assegnati alla marina con la sigla XPB-1, per vari programmi di sviluppo. Il primo venne trasferito alla marina nel giugno 1945 e il secondo nell'agosto dell'anno successivo. Quest'ultimo venne impiegato dal Cornell Aeronautical Laboratory in un programma di test per lo sviluppo di propulsori a jet.

## Prototipi e varianti
Il B-17 attraversò diverse modifiche in ogni sua fase di sviluppo e durante la produzione. Dei 13 YB-17 ordinati per i test, 12 vennero impiegati per sviluppare tecniche di bombardamento pesante, mentre il tredicesimo venne impiegato per i test di volo. Questi condussero allo sviluppo di turbocompressori, che vennero impiegati successivamente negli aerei. Un quattordicesimo esemplare, l'Y1B-17A, era originalmente progettato solo per i test a terra, ma venne aggiornato con i turbocompressori. Una volta aggiornato, venne chiamato B-17A e nell'aprile 1938 fu il primo aereo ad entrare in servizio con la designazione B-17.

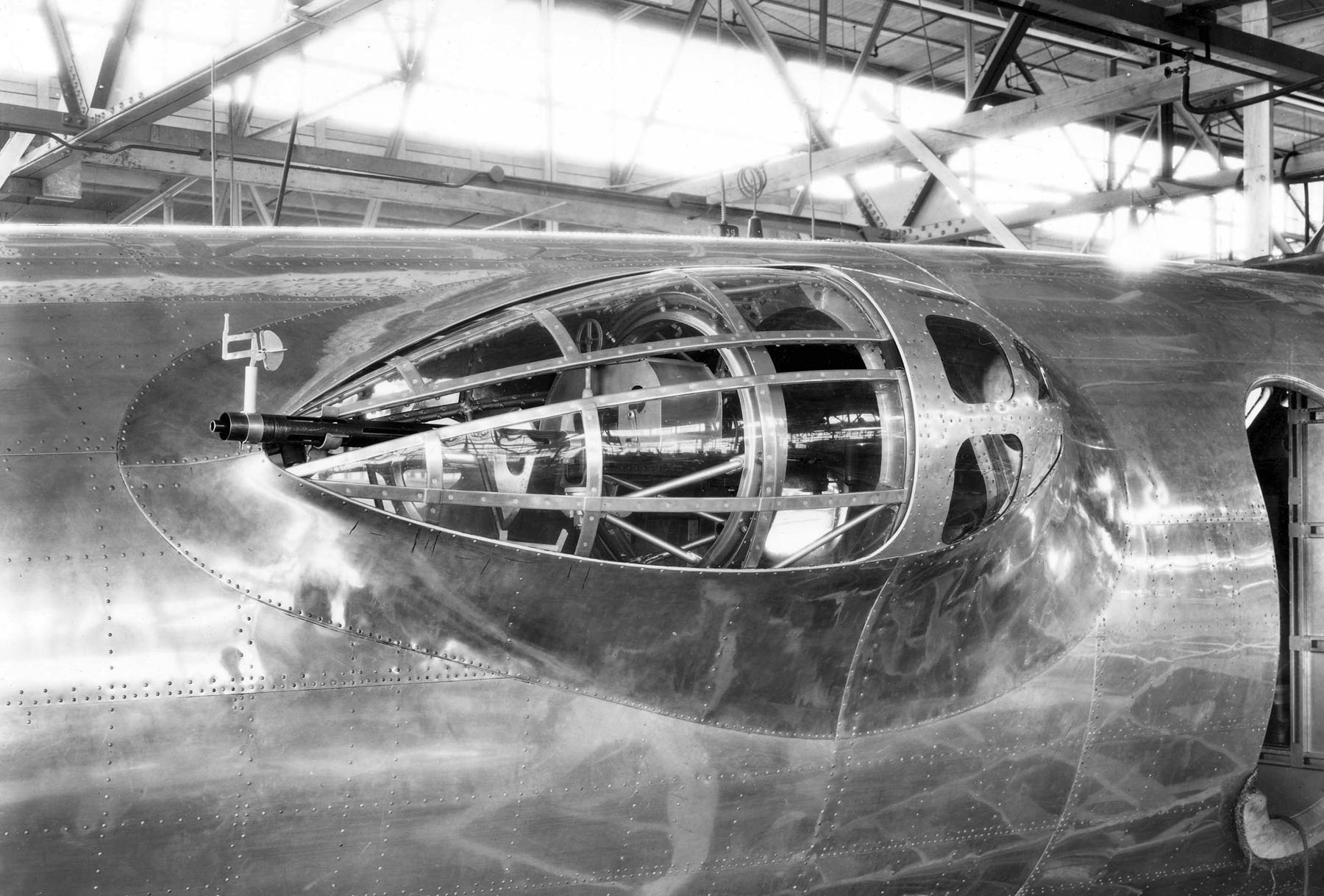
Torretta del Model 299, non adottata nella versione definitiva

Quando si sviluppò la linea di produzione, gli ingegneri della Boeing continuarono a sviluppare il progetto di base. Per aumentare le performance a velocità basse, venne sviluppato il B-17B, che comprendeva un timone e dei flap maggiorati. Il B-17C incluse dei finestrini modificati di forma "a lacrima", che essendo piatti eliminavano le turbolenze generate dalle precedenti torrette "a blister". Con la versione B-17E, la fusoliera venne allungata di 10 piedi (3,0 m), una pinna verticale e un timone più grandi. Inoltre fu aggiunta una postazione dotata di una mitragliatrice nella coda e fu modificato il muso. I propulsori furono aggiornati a versioni più potenti diverse volte ed analogamente, vennero modificate le postazioni dei mitraglieri in varie occasioni per migliorare la loro efficacia.

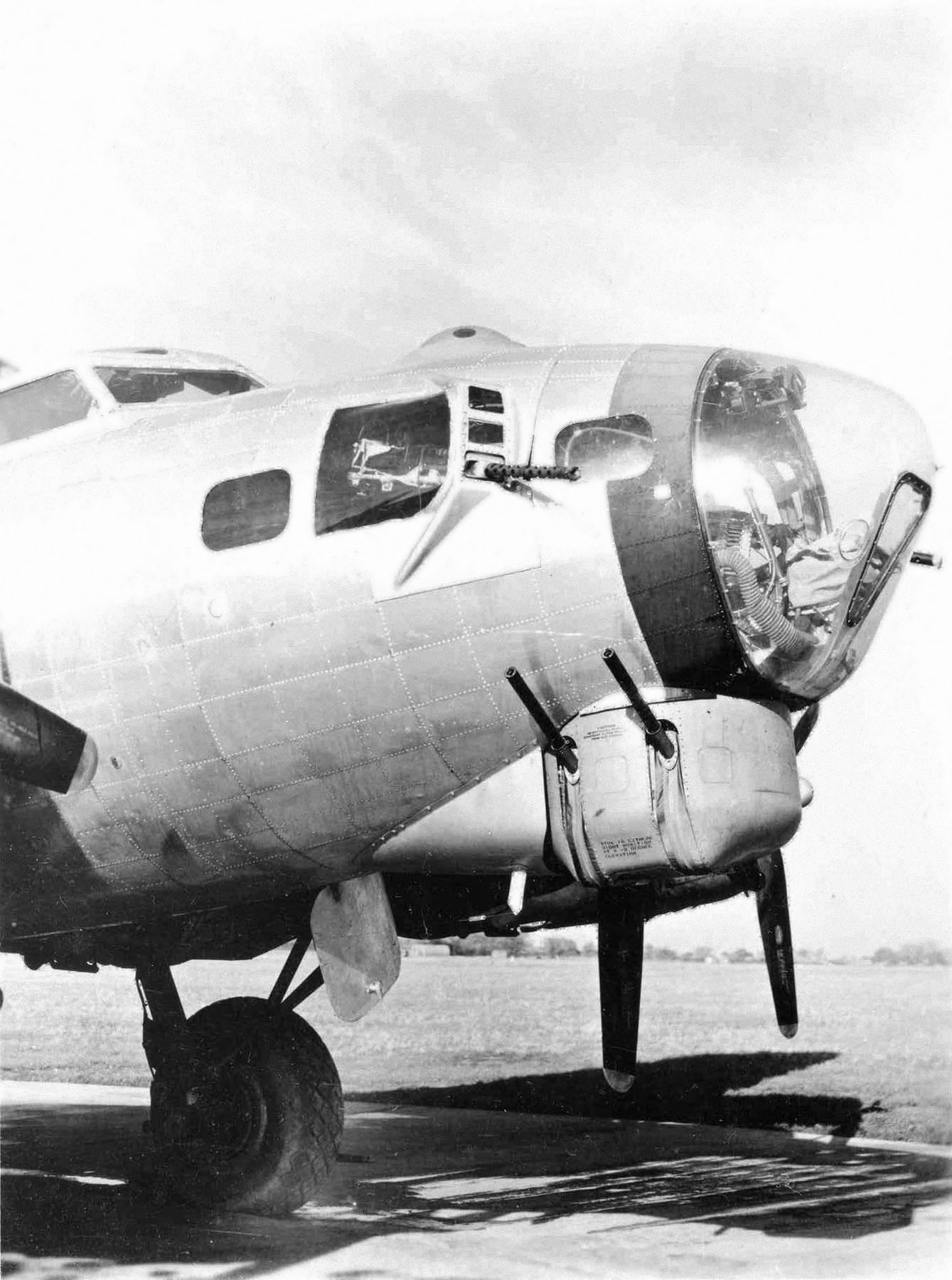
Dettaglio del muso della variante B-17G

Quando apparve la versione definitiva B-17G, il numero di mitragliatrici era stato portato da sette a tredici e i progetti delle postazioni erano stati completati. Il B-17G fu la versione finale del B-17 e comprendeva tutte le modifiche effettuate nel modello precedente, il B-17F. Ne vennero costruiti 8 680, l'ultimo dei quali il 9 aprile 1945.
Molti B-17G vennero convertiti per altre missioni, come il trasporto cargo, i test dei propulsori e le missioni di ricognizione. Alcuni B-17G, rinominati in SB-17G, vennero convertiti per compiti di ricerca e soccorso, successivamente rinominati nuovamente in B-17H.
Dai B-17 vennero sviluppati i prototipi XB-38 e YB-40. L'XB-38 venne impiegato per testare i propulsori a raffreddamento liquido Allison V-1710. L'YB-40 era una versione pesantemente armata del bombardiere standard impiegato prima dello sviluppo del P-51 Mustang, un aereo da combattimento a lungo raggio. Gli armamenti aggiuntivi includevano una torretta binata dorsale che occupava il compartimento radio, una torretta binata sotto al muso e due mitragliatori, al posto dell'arma singola della versione standard, per le postazioni laterali. L'armamento raggiungeva così un totale di 14 mitragliatrici. Il carico di munizioni era di oltre 11 000 colpi e tutto l'equipaggiamento bellico rendeva questa variante più pesante di circa 4500 kg rispetto ad un modello B-17F a pieno carico. Di fatto, l'YB-40 aveva difficoltà a stare al passo con i bombardieri standard senza carico quindi, con l'avvento dei P-51 Mustang, il progetto venne abbandonato nel luglio 1943.

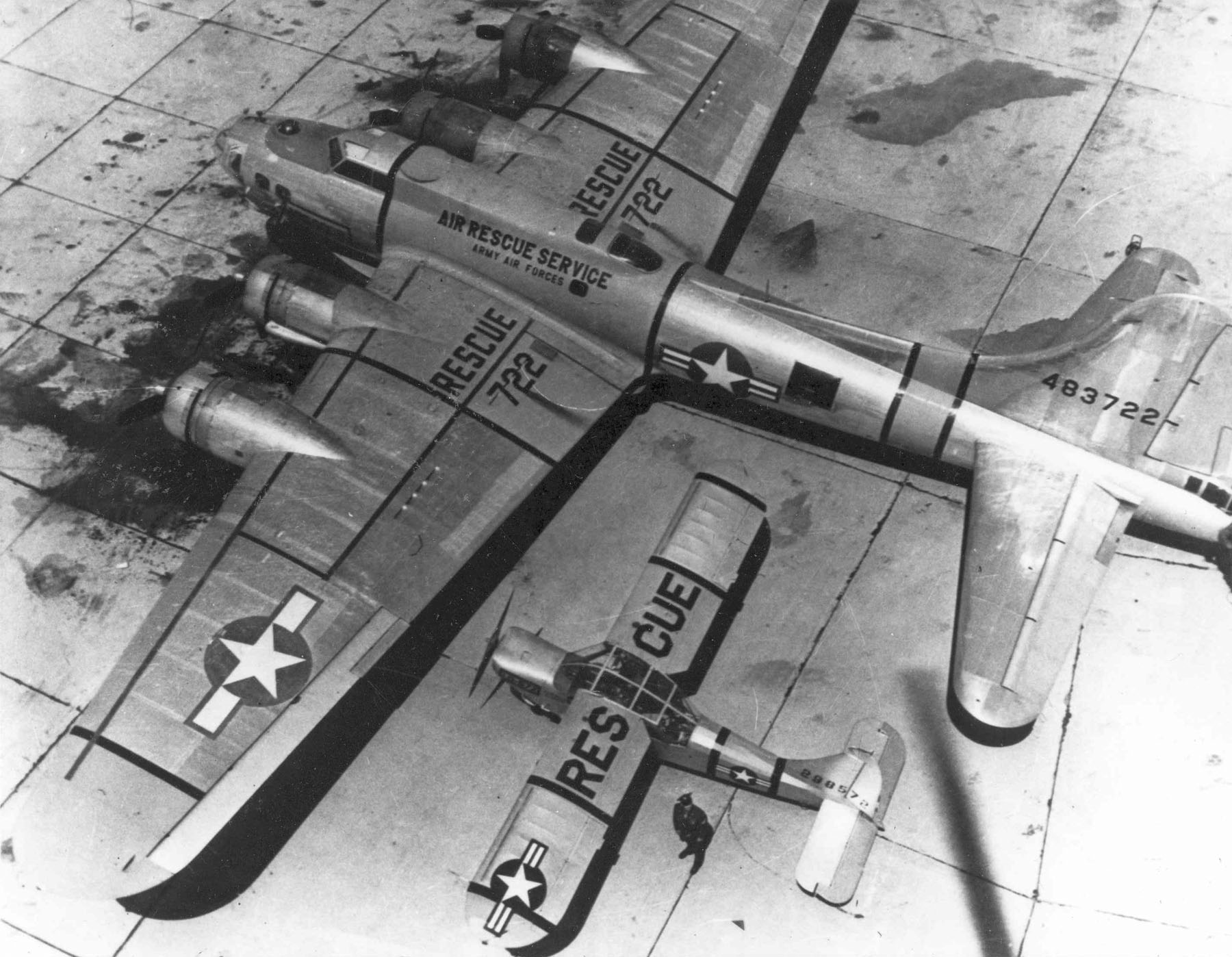
Vista dall'alto, accanto ad un Stinson L-5 Sentinel, dell'SB-17G-95DL 44-83722 assegnato a compiti di ricerca e soccorso

### Elenco delle varianti

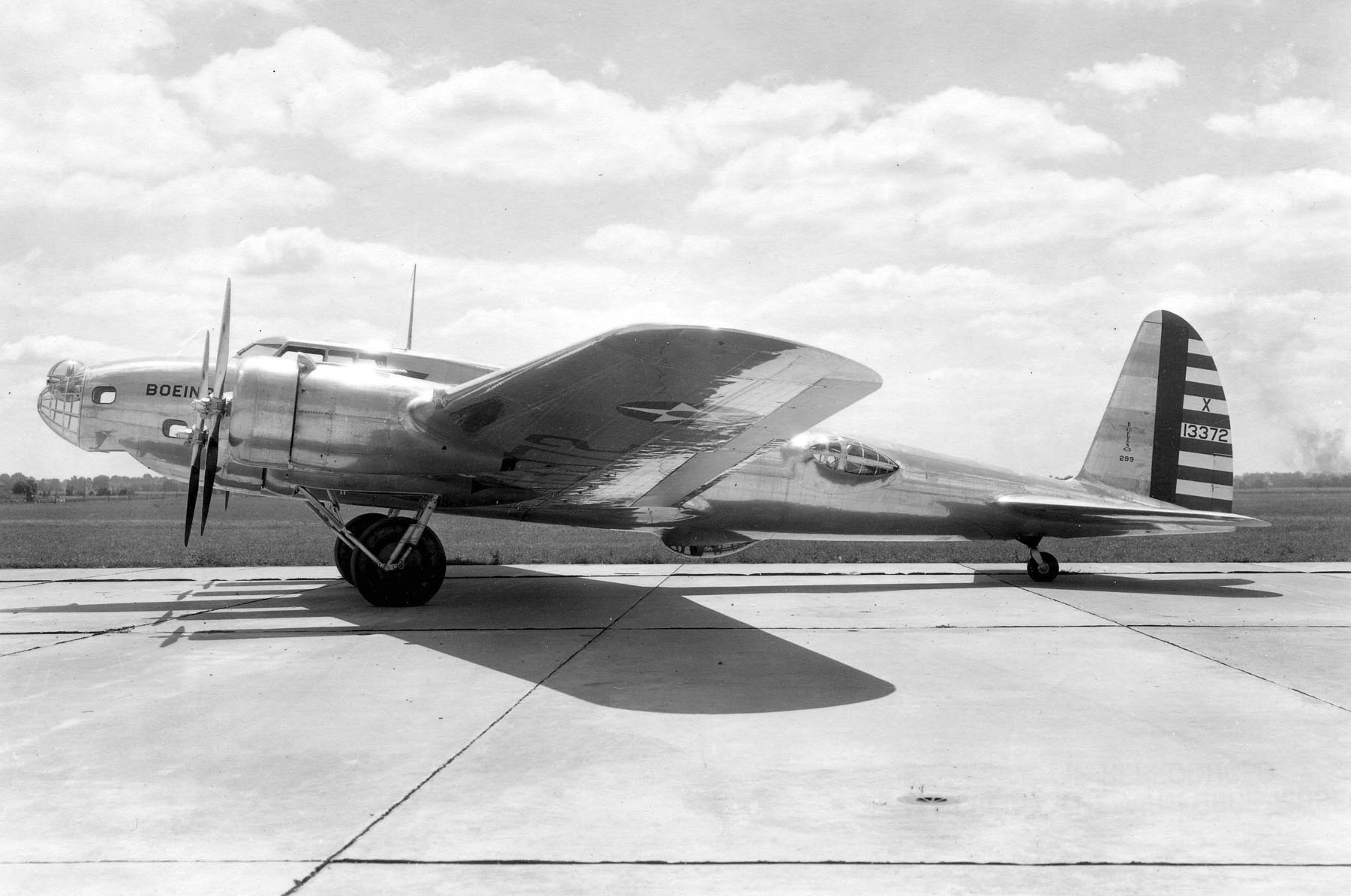
Il Model 299, il primo prototipo di B-17

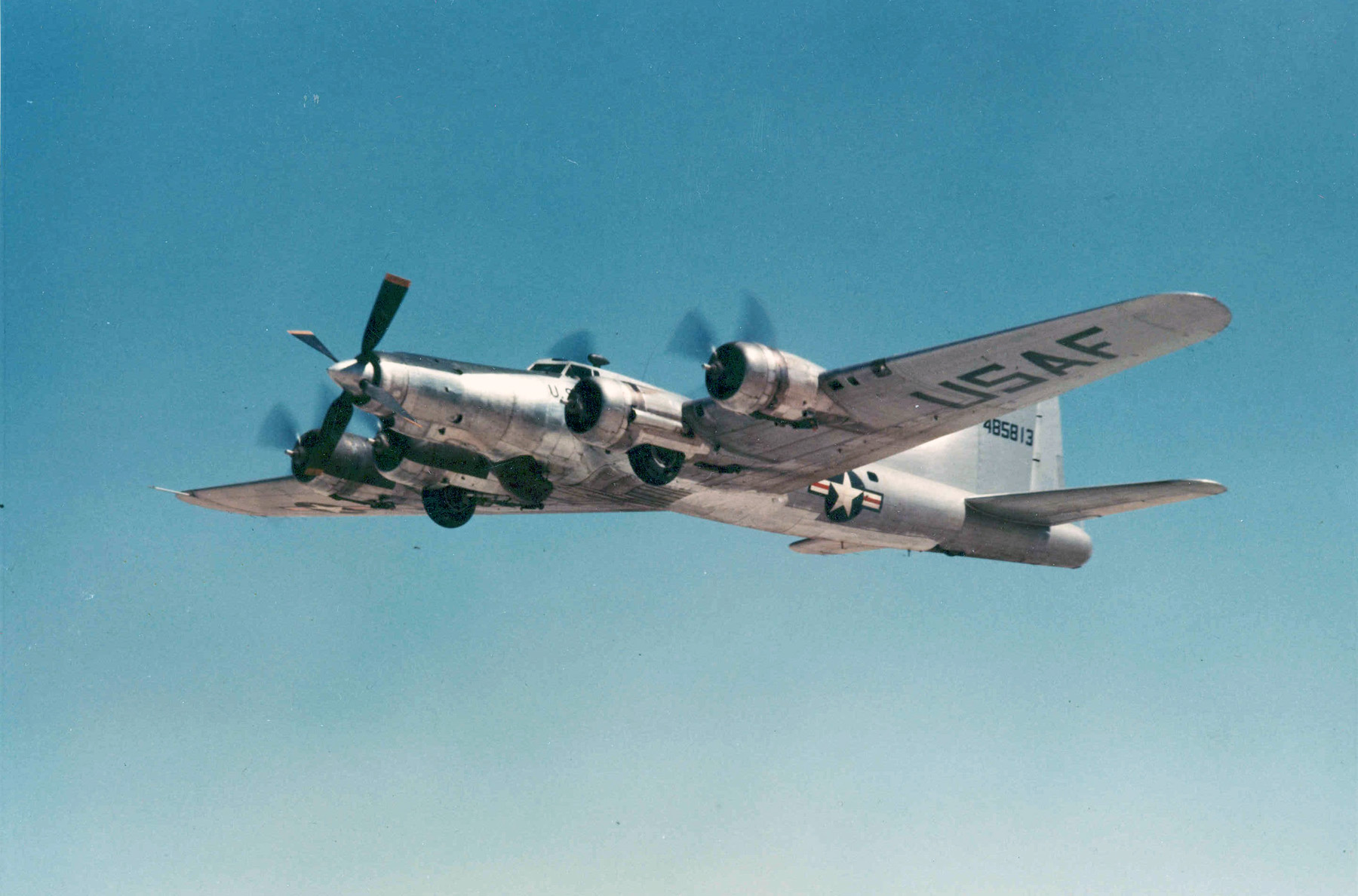
Il JB-17G con la turboelica Wright XT35 Typhoon montata sul muso

Model 299
è il primo prototipo, non aveva colorazioni militari, aveva un equipaggio di soli 8 uomini e non ottenne mai un numero di serie militare.
Y1B-17
è la prima versione del B-17. I motori originali Pratt & Whitney Hornet radiali vennero sostituiti con dei Wright GR-1830-39. Aveva un equipaggio di soli 6 uomini.
Y1B-17A/B17-A
è una versione dell'Y1B-17 non in grado di volare che venne usata per test sulla resistenza ai danni.
B-17B
è il primo modello di serie. Rispetto all'Y1B-17 aveva flaps e muso rivisti.
B-17C
differisce dal B-17B per alcune modifiche alle mitragliatrici e per i motori che vennero sostituiti con dei Wright GR-1820-65 (G-205A) Cyclone turbocompressi radiali da 1200 hp.
Fortress I
designazione britannica del modello B-17C in dotazione alla RAF. La sola differenza rispetto al modello americano era la mitragliatrice nel naso differente e un diverso sistema di rifornimento. Gli americani non consideravano il B-17C pronto per il combattimento ma i britannici erano talmente disperati all'epoca che lo utilizzarono subito, non senza problemi.
B-17D
differisce dal C per dei nuovi flabelli di raffreddamento per i motori, per un miglioramento all'impianto elettrico e per l'eliminazione degli attacchi esterni per le bombe. L'equipaggio è di 10 uomini.
B-17E
è la prima versione prodotta in grandi quantitativi. Venne modificata l'installazione delle mitragliatrici di coda, venne aggiunta una torretta dorsale, dotata di due mitragliatrici, manovrata dall'ingegnere di bordo. Un'altra mitragliatrice faceva fuoco dalla finestratura dorsale dell'operatore radio. Venne modificata l'installazione difensiva ventrale con l'adozione di una torretta sferica retrattile della Sperry armata di una coppia di Browning M2 da 12,7 mm.
Vega XB-38
è un prototipo di B-17E con i motori Allison V-1710-89 motore V12 raffreddati ad acqua da 1420 cv costruito dalla divisione Vega della Lockheed Corporation. Una comparazione reale col B-17E non fu mai fatta e dato che il motore Allison era necessario nell'equipaggiamento di altri aerei il progetto fu abbandonato.
Fortress IIA
è la versione del B-17E venduto agli inglesi. Venne utilizzato per la caccia ai sottomarini nell'Atlantico.
B-17F
è un miglioramento del B-17E dal quale esternamente differisce solo per il naso completamente in plexiglas senza intelaiatura tranne un settore otticamente piano per il puntamento delle bombe. I motori sono dei Wright R-1820-97 Cyclones, che possono fornire una potenza d'emergenza di 1380 CV per brevi periodi. Altri miglioramenti si effettuano nell'armamento, nell'impianto di ossigenazione, nei freni e nell'apparato fotografico.
YB-40
è una versione del B-17F modificata per essere usata come scorta agli altri bombardieri. L'aereo era armato con 14 mitragliatrici ed un carico extra di munizioni pari a tre volte la norma ma si dimostrò un fallimento totale perché era talmente lento da non riuscire a restare in formazione con gli altri B-17.
Fortress II
è la versione del B-17F usata dai britannici per pattugliare la Manica.
BQ-7
è una versione trasformata in drone, senza pilota e carica di 9 tonnellate di bombe da "lanciare" sulla Germania. Fu usata poche volte con scarsissimo successo.
XC-108
è una conversione per trasporto del B-17E e F. Privato delle mitragliatrici e con l'interno allestito in maniera più confortevole.
B-17G
è la variante prodotta in maggior numero. Introduce finalmente una valida difesa anteriore con una piccola torretta anteriore telecomandata, armata con una coppia di Browning da 12,7 mm. Il B-17G è entrato in servizio nell'Ottava e nella Quinta Forza Aerea sul finire del 1943; dal gennaio 1944 non viene più pitturato e viene fornito con finitura metallica; il 13 aprile 1945 viene consegnato l'ultimo esemplare.
Fortress III
è la denominazione degli 85 B-17G venduti agli inglesi.
F-9
è una conversione per la ricognizione fotografica (F sta per foto) dove tutto l'apparato bellico è rimosso in favore di impianti fotografici e telecamere. I B-17 convertiti sono di tipo F e G.
PB-1
è la designazione di 48 B-17 acquistati dalla marina per operazioni di pattugliamento e recupero in mare. Le maggiori differenze sono la colorazione blu e l'adozione di un radar ASP-20.
B-17H
ridesignato SB-17G nel 1948, è una conversione per ricerca e soccorso di circa 130 B-17G.
JB-17
è una versione dotata di motore turboelica Wright XT35 Typhoon montato sul muso. Questo motore erogava 5500 hp, risultando da solo più potente dei 4 motori a pistoni.

## Equipaggio
L'equipaggio di un B-17 era composto da 10 persone:
- Pilota
- Co-pilota
- Bombardiere / Mitragliere anteriore destro
- Navigatore / Mitragliere anteriore sinistro
- Mitragliere superiore
- Operatore radio
- Mitragliere laterale destro
- Mitragliere laterale sinistro
- Mitragliere ventrale
- Mitragliere di coda

## Piloti e membri di equipaggio di B-17 celebri

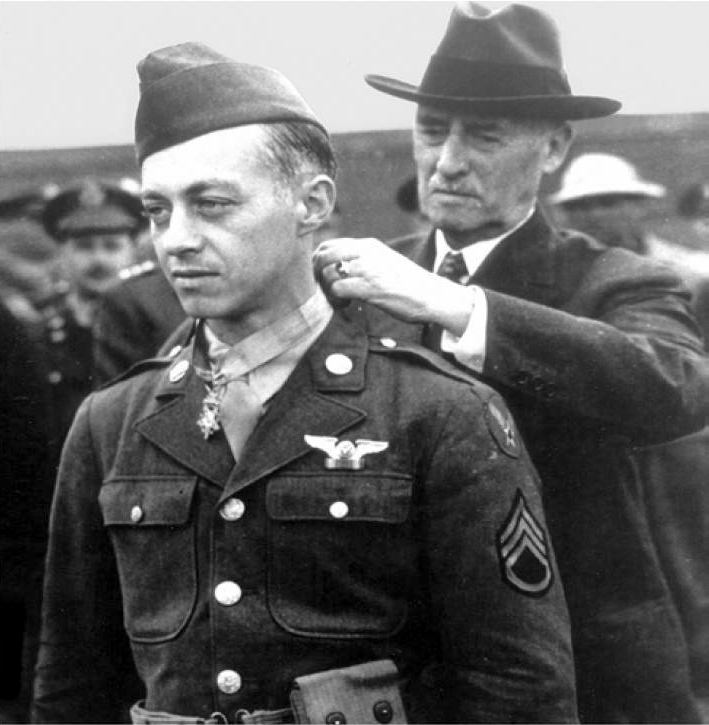
Maynard H. Smith riceve la Medal of Honor, la più alta decorazione degli Stati Uniti dal Segretario alla guerra, Henry L. Stimson

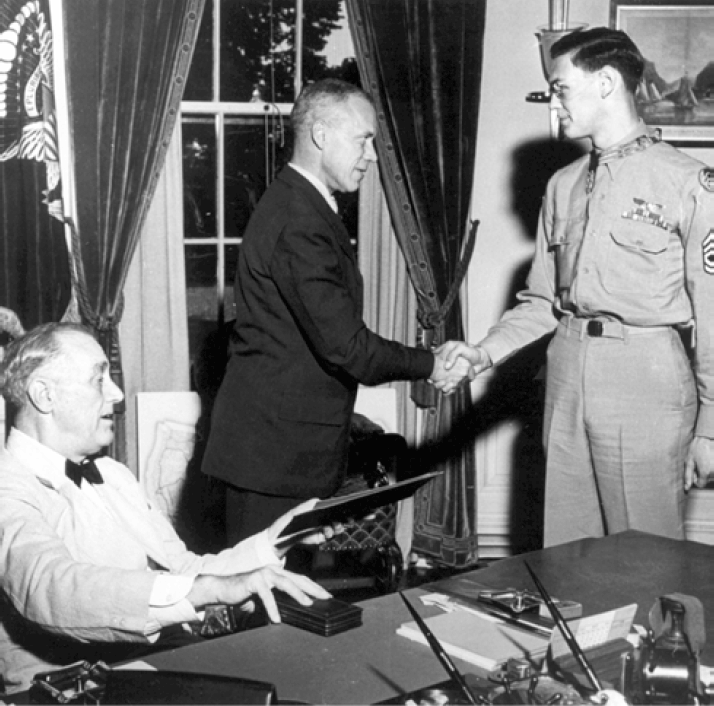
Forrest L. Vosler, il primo a destra, riceve la Medal of Honor dal presidente Franklin Delano Roosevelt

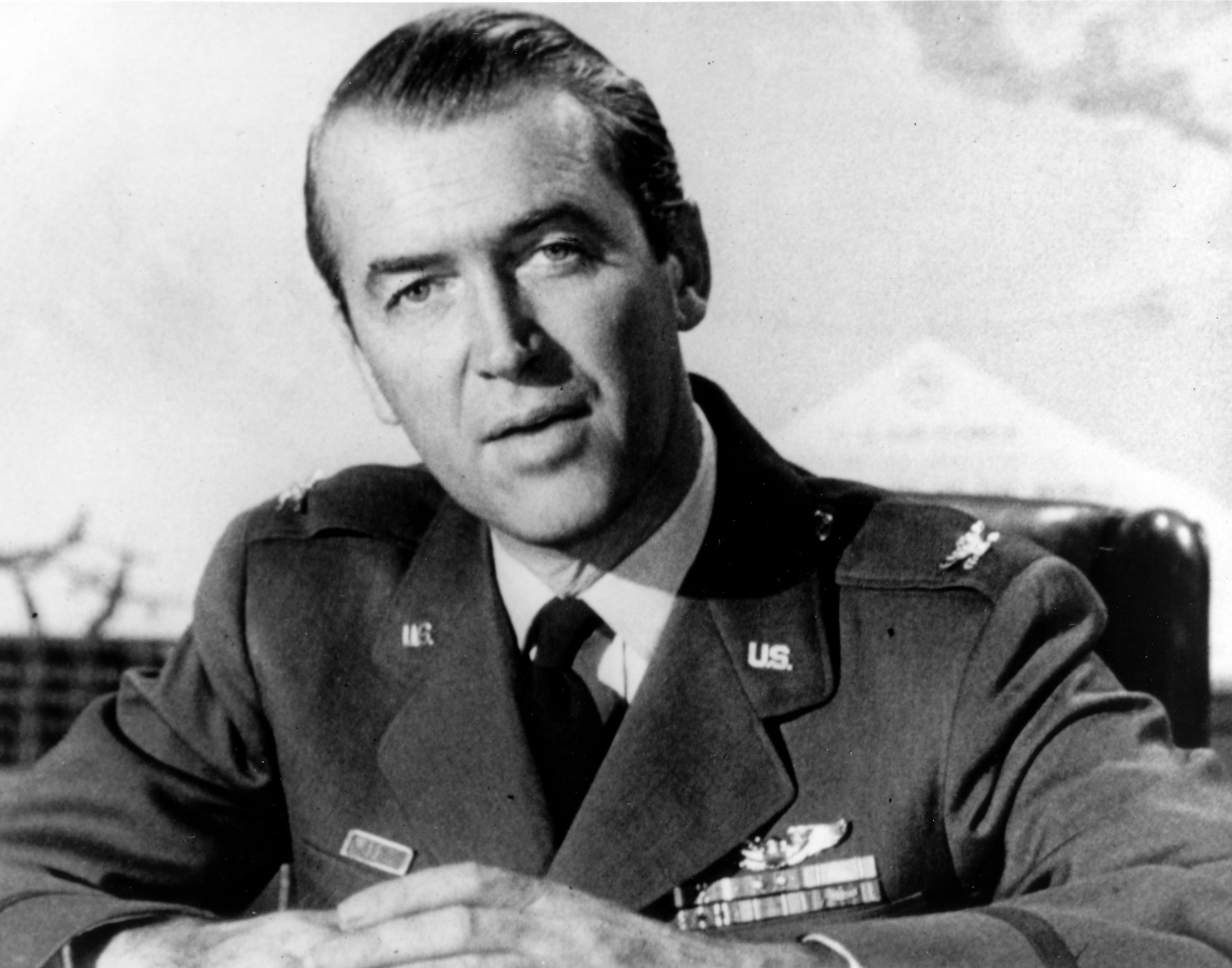
L'attore premio Oscar James Stewart, prima di congedarsi dall'USAF, arrivò al grado di Brigadier generale. Fu per due anni istruttore di volo sui B-17, ma effettuò le sue 20 operazioni belliche con il B-24.

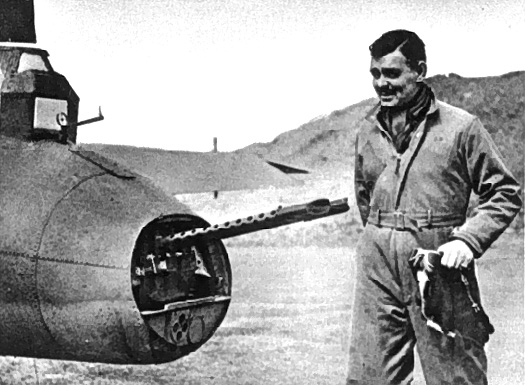
Clark Gable ripreso vicino a un B-17F della 8th AF in Gran Bretagna nel 1943. È visibile una postazione di coda di tipo pre-Cheyenne.

### Decorati con la Medal of Honor
Molti appartenenti agli equipaggi di B-17 sono stati decorati al valore e 17 hanno ricevuto la Medal of Honor, la più alta decorazione conferita dagli Stati Uniti:
- Brig Gen Frederick Walker Castle (alla memoria)

Comandante del 487th Bomb Group, alla sua trentesima missione, rimase ai comandi del suo B-17 colpito per consentire all'equipaggio di lanciarsi con il paracadute.
- 2nd Lt Robert Edward Femoyer (alla memoria)

Navigatore di B-17, durante un raid venne colpito da 3 proiettili. Rifiutò la morfina per potersi mantenere lucido e continuare il suo compito e tra atroci dolori riuscì a dare indicazioni per la rotta di ritorno per due ore e mezzo, nelle quali fece compiere sei cambiamenti di rotta al suo bombardiere rimasto isolato per fargli evitare i concentramenti di aerei nemici. Solo arrivato in salvo sul canale de La Manica accettò l'antidolorifico, ma morì trenta minuti dopo l'atterraggio per le ferite subite.
- 1st Lt Donald Gott e 2nd Lt William E. Metzger, Jr. (entrambi alla memoria)

Pilota e copilota di B-17, durante una missione di bombardamento ebbero l'aereo colpito dall'antiaerea. Tre dei quattro motori vennero messi fuori uso e diversi membri dell'equipaggio rimasero feriti. Tra essi, l'operatore radio con un braccio amputato non sarebbe sopravvissuto al lancio con il paracadute. Per salvare il suo equipaggio, Gott, pur in quelle condizioni disperate, decise di tentare il ritorno in territorio alleato e un atterraggio di emergenza. Arrivati in territorio amico, il resto dell'equipaggio si paracadutò in salvo, mentre Metzger decise di restare a bordo per aiutare il suo comandante. Poco prima di toccare terra, l'aereo esplose in volo uccidendo i due e l'operatore radio ferito.
- 2nd Lt David Kingsley (alla memoria)

Puntatore di B-17, dopo aver compiuto la missione, il suo aereo venne colpito da tre Messerschmitt Bf 109. Si recò prima dal mitragliere di coda e poi da quello dorsale per curare a entrambi le ferite. Subito dopo, il comandante dell'aereo diede l'ordine di lanciarsi con il paracadute a causa dell'imminente rischio di esplosione. Kingsley fornì assistenza al mitragliere di coda e quando si accorse che il paracadute di questo non si trovava, gli cedette il suo. Fu visto per l'ultima volta dai suoi colleghi di equipaggio che si lanciavano, in piedi sulla passerella del vano bombe. L'aereo abbandonato a se stesso precipitò dopo poco uccidendolo. Il corpo fu ritrovato tra i rottami e seppellito nel Cimitero nazionale di Arlington.
- 1st Lt William R. Lawley, Jr.

Pilota di B-17, fu ferito al volto durante una missione nella quale 8 membri di equipaggio furono feriti e il copilota ucciso. In grado di pilotare solo con una mano, diede l'ordine di abbandonare l'aereo, ma gli venne riportato che due membri dell'equipaggio non avrebbero potuto farlo. Decise allora di tentare di salvarli tornando in territorio alleato, malgrado i danni ai motori e il carico di bombe ancora a bordo. Svenuto per lo sforzo e la perdita di sangue, venne rianimato dal puntatore e alla fine riuscì a evitare gli attacchi dei caccia nemici e a mantenere in volo l'aereo fino ad atterrare in una piccola base di caccia in Inghilterra.
- 1st Lt Walter Edward Truemper e Sgt Archibald Mathies (entrambi alla memoria)

Navigatore e mitragliere di B-17, rifiutarono di abbandonare l'aereo dove volavano e che era stato colpito lasciando il pilota privo di sensi e il copilota morto. Decisero di prendere i comandi e riuscirono a rientrare in Inghilterra dove fecero lanciare con il paracadute tutti gli altri membri dell'equipaggio. Venne giudicato impossibile l'atterraggio con un aereo così danneggiato da parte di piloti non addestrati, ma rifiutarono di abbandonare il pilota ancora vivo. Al terzo tentativo di atterraggio, l'aereo si schiantò a terra uccidendo i tre a bordo.
- 1st Lt Jack Mathis (alla memoria)

Puntatore di B-17 aveva l'incarico con il suo lancio di indicare al resto della formazione l'obiettivo. Durante l'avvicinamento, fu colpito dalla contraerea talmente violentemente da essere proiettato all'indietro nel compartimento successivo. Pur terribilmente ferito, si riportò nella sua postazione per mirare e indicò correttamente il bersaglio prima di morire al suo posto.
- 1st Lt Edward Michael

Pilota di B-17, dopo essersi accorto che il suo puntatore non poteva abbandonare l'aereo a causa dei danni al paracadute, decise malgrado le gravi ferite per salvarlo di tentare il rientro in Inghilterra pur con l'aereo gravemente danneggiato ed inseguito dai caccia nemici. Malgrado gli incendi a bordo, i danni estesi all'aereo che rimase con il vano bombe aperto, carrello, flap e strumenti inoperativi, riuscì ad atterrare.
- 1st Lt John C. Morgan

Copilota di B-17 si trovò nel corso di una missione a lottare con il collega pilota colpito alla testa e che in stato confusionale tentava di riprendere i comandi non essendo però in grado di condurre l'aereo. Pur con l'equipaggio ferito o stordito per l'anossia, decise di rimanere in formazione e continuare la missione pilotando con una mano e lottando con l'altra per oltre due ore.
- Capt Harl Pease (alla memoria)

Pilota di B-17 nel teatro asiatico, pur di partecipare ad un attacco, scelse il meno danneggiato tra un gruppo di aerei dichiarati non idonei al volo e si unì agli altri per la missione. Pur con l'aereo in precarie condizioni, riuscì a rimanere unito alla formazione e colpire l'obiettivo. Attaccato da molti aerei giapponesi, precipitò dopo una lotta accanita. in seguito si venne a scoprire che, caduto prigioniero dei giapponesi, fu sottoposto a maltrattamenti e decapitato insieme ad altri prigionieri di guerra.
- 2nd Lt Joseph Sarnoski (alla memoria)[89]
- S/Sgt Maynard Harrison Smith[90]
- 1st Lt Walter E. Truemper (alla memoria)[84]
- S/Sgt Forrest L. Vosler[91]
- Brig Gen Kenneth Walker[92]

Per notevoli doti di comando superiori a quanto richiesto dal servizio, coinvolgendo il valore personale e l'audacia con rischio estremo della sua vita. Al comando del 5th Bomber Command, accompagnò ripetutamente le sue unità nelle missioni di bombardamento in profondità nel territorio nemico, sviluppando una tecnica notevolmente efficace di bombardamento in presenza di forte opposizione. Il 5 gennaio 1943 diresse un attacco di bombardamento diurno contro navi nel porto di Rabaul, in presenza di forte contrasto aereo e terrestre, con colpi a segno su 9 navi nemiche. Nel corso dell'azione il suo aereo fu pesantemente danneggiato dal fuoco della caccia nemica.
- Maj Jay Zeamer, Jr.[93]

Pilota di B-17 nel teatro del Pacifico meridionale si offrì come volontario per una missione di ricognizione fotografica sulla zona di Buka (Isole Salomone), protetta da difese formidabili. Nel corso della ripresa sull'aeroporto di Buka l'equipaggio osservò il decollo di circa venti caccia nemici, ma il comandante Zeamer proseguì la sua missione, anche sotto l'attacco delle forze giapponesi. Ferito ad entrambe le braccia e gambe, continuò a manovrare col suo aereo permettendo ai mitraglieri di sostenere un combattimento di 40 minuti, in cui furono abbattuti ben 5 caccia nemici. Lasciò i comandi al secondo pilota solo al termine del combattimento, ma continuò ad esercitare il comando fino all'atterraggio.

### Altri militari celebri collegati con i B-17
- Capitano Werner G. Goering: ritenuto per diverso tempo un nipote nato in America del celebre comandante della Luftwaffe durante la seconda guerra mondiale, Hermann Göring. Studi successivi smentirono questa credenza.[94]
- Immanuel J. Klette (1918–1988): tedesco-americano della seconda generazione le cui 91 missioni di combattimento costituiscono il record di missioni volate da un pilota della 8th Air Force nella seconda guerra mondiale.[95]
- Col Frank Kurtz (1911–1996): Il più decorato pilota USAAF della seconda guerra mondiale; comandante del 463rd Bombardment Group (Heavy), 15th Air Force, Celone Field, Foggia; sopravvissuto all'attacco della base Clark Field nelle Filippine; medaglia di bronzo nei tuffi alle olimpiadi del 1932; padre dell'attrice Swoosie Kurtz.
- Gen Curtis LeMay (1906–1990): in seguito capo dello Strategic Air Command e poi capo dell'USAF.
- Lt Col Nancy Love (1914–1976) e Betty Gillies (1908–1998): Le prime donne abilitate al volo con il B-17, nel 1943.[96]
- Col Robert K. Morgan (1918–2004): Pilota del Memphis Belle.
- Lt Col Robert Rosenthal (1917–2007): Comandante dell'unico B-17, "Rosie's Riveters", sopravvissuto ad un raid della 8th Air Force 100th Bomb Group su Münster nel 1943, venne decorato con sedici medaglie (incluse una dal Regno Unito e una dalla Francia), e condusse il raid su Berlino del 3 febbraio 1945 che uccise Roland Freisler, il famigerato "giudice impiccatore" del Terzo Reich.
- Brig Gen Paul Tibbets (1915–2007): volò con il 97th Bombardment Group (Heavy) sia con la 8th Air Force in Inghilterra che con la 12th Air Force in Nordafrica; in seguito divenuto celebre per essere stato il pilota del B-29 Enola Gay che lanciò la bomba atomica su Hiroshima in Giappone.

### Membri di equipaggio divenuti celebri nel mondo civile
- Clark Gable (1901–1960): attore vincitore del premio Oscar. Compì cinque missioni come mitragliere centrale in forza a vari gruppi di volo da maggio al settembre 1943, facendo anche parte dell'equipaggio dell'B-17 Eight Ball del 359th Bomb Squadron (351st Bomb Group).
- Norman Lear: Radio operatore in forza al 463rd Bombardment Group (Heavy), 15th Air Force di base presso il Celone Field vicino a Foggia; produttore televisivo di commedie americane.
- Gene Roddenberry (1921–1991): Creatore della serie Star Trek; volò con i B-17 del 394th Bomb Squadron, 5th Bomb Group (H), nel teatro del Pacifico.[97]
- James Stewart (1908–1997): attore vincitore del premio Oscar. Pilota civile esperto prima della guerra, si arruolò e venne nominato istruttore di B-17 dopo severi esami. Malgrado le sue richieste di essere inviato in combattimento, rimase per due anni a insegnare alla scuola di volo per le fortezze volanti di Mather in California. Diventato capitano, venne accontentato e inviato in Inghilterra per partecipare alle azioni belliche. In guerra, però, operò con i Consolidated B-24 Liberator con i quali eseguì 20 missioni di combattimento con la 8th Air Force; decorato più volte e raggiunto in servizio il grado di colonnello, si congedò dopo la guerra dalla riserva dell'Air Force con il grado di Brigadier generale.[98][99]

## Utilizzatori
Il B-17 era un velivolo versatile impiegato in dozzine di unità dell'USAAF in teatri di combattimento in tutta la seconda guerra mondiale e in ruoli non da bombardamento per la RAF. Il suo utilizzo principale è stato nel teatro europeo dove il suo raggio di azione e minor carico utile rispetto ad altri aerei disponibili non lo svantaggiavano come accadeva nel teatro del Pacifico. Il massimo numero di B-17 presenti nell'inventario dell'USAAF si è registrato nell'agosto 1944 con 4 574 aerei distribuiti in tutto il mondo.

### Militari
Brasile
- Força Aérea Brasileira

 Canada
- Royal Canadian Air Force

 Colombia
- Fuerza Aérea Colombiana

 Danimarca
- Hærens Flyvertropper
- Marinens Flyvevæsen
- Flyvevåbnet

 Rep. Dominicana

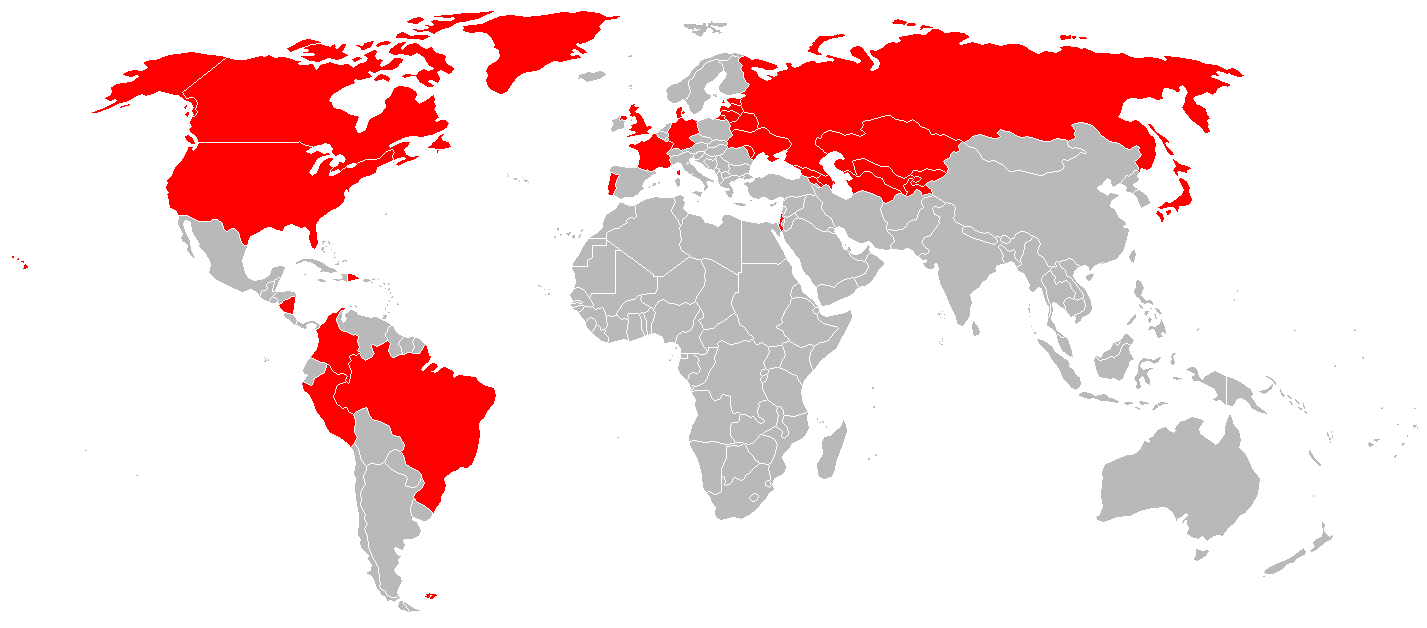
Operatori militari del B-17

- Compañía de Aviación del Ejército Nacional

 Francia
- Armée de l'air

 Germania
- Luftwaffe

operò con almeno 40 esemplari catturati e riparati con il nome in codice di Dornier Do 200, principalmente nella KG 200.
 Israele
- Heyl Ha'Avir

 Giappone
- Dai-Nippon Teikoku Rikugun Kōkū Hombu

 Nicaragua
- Fuerza Aérea de Nicaragua

 Perù
- Fuerza Aérea del Perú

 Portogallo
- Força Aérea Portuguesa

 Regno Unito
- Royal Air Force
  - Royal Air Force Coastal Command

 Stati Uniti
- United States Army Air Corps
- United States Army Air Forces

 Unione Sovietica
- Sovetskie Voenno-vozdušnye sily

### Civili

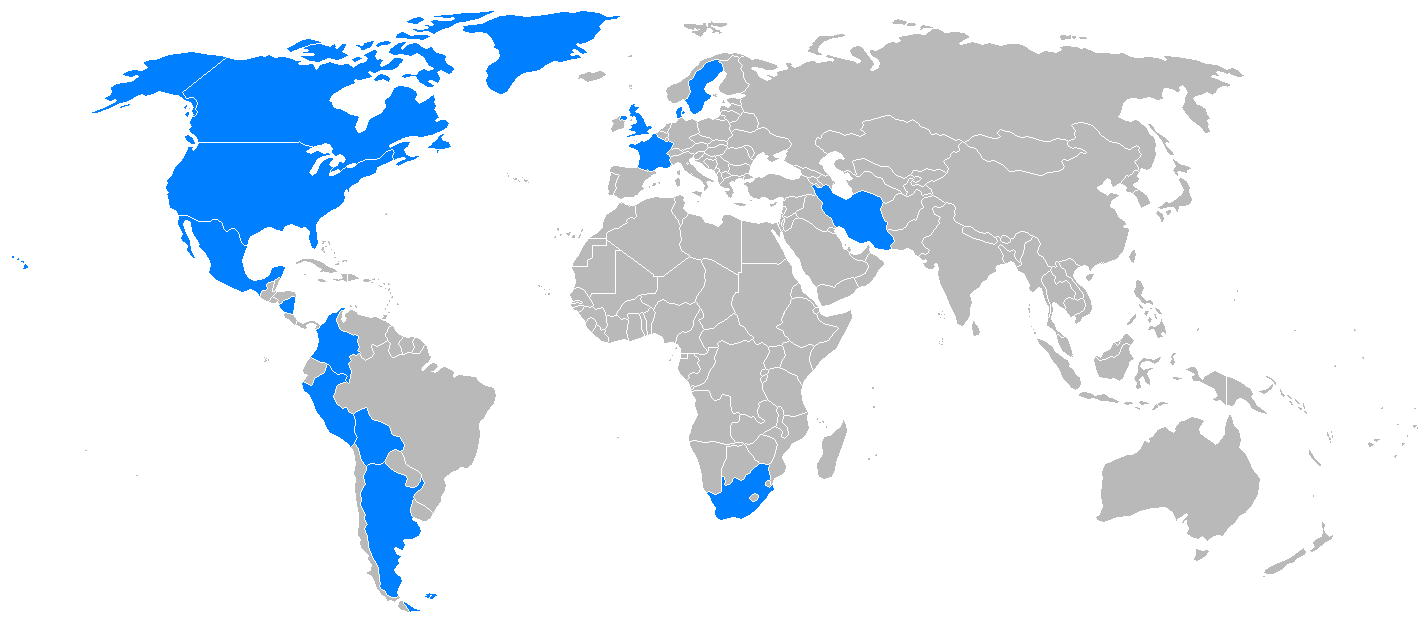
Operatori civili del B-17

Argentina
 Bolivia
 Canada
 Colombia
 Danimarca
- Det Danske Luftfartselskab (DDL)

 Francia
- Institut géographique national

 Iran
un B-17G ex TWA acquistato dallo scià di Persia Mohammad Reza Pahlavi nel 1947.
 Messico
 Nicaragua
 Perù
 Regno Unito
 Stati Uniti
- Trans World Airlines (TWA)[100]

 Svezia
- SILA (Svensk Interkontinental Lufttrafik AB)

 Sudafrica

## Il B-17 nella cinematografia

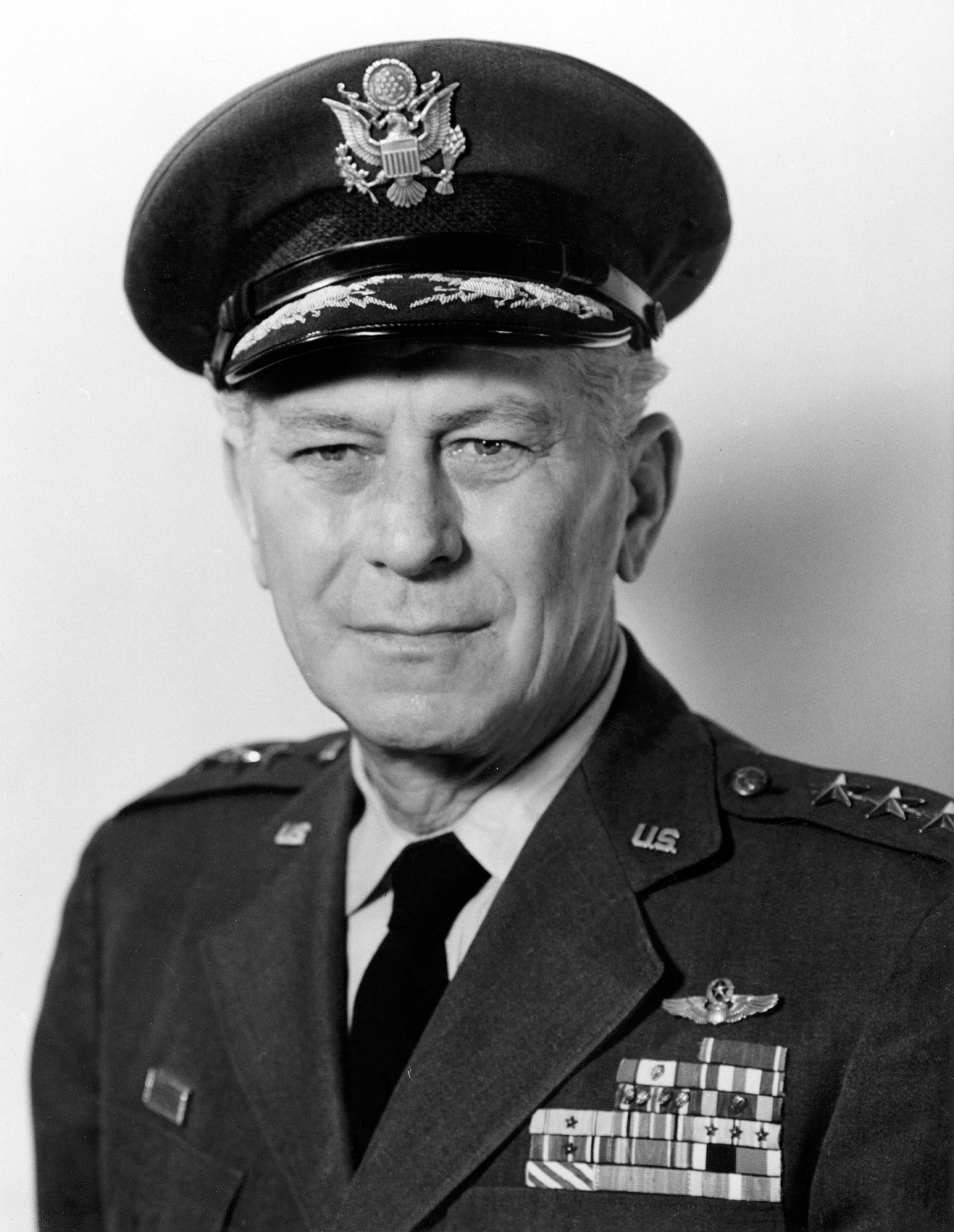
Il generale Frank A. Armstrong al quale si ispirò il protagonista del film Cielo di fuoco, interpretato da Gregory Peck

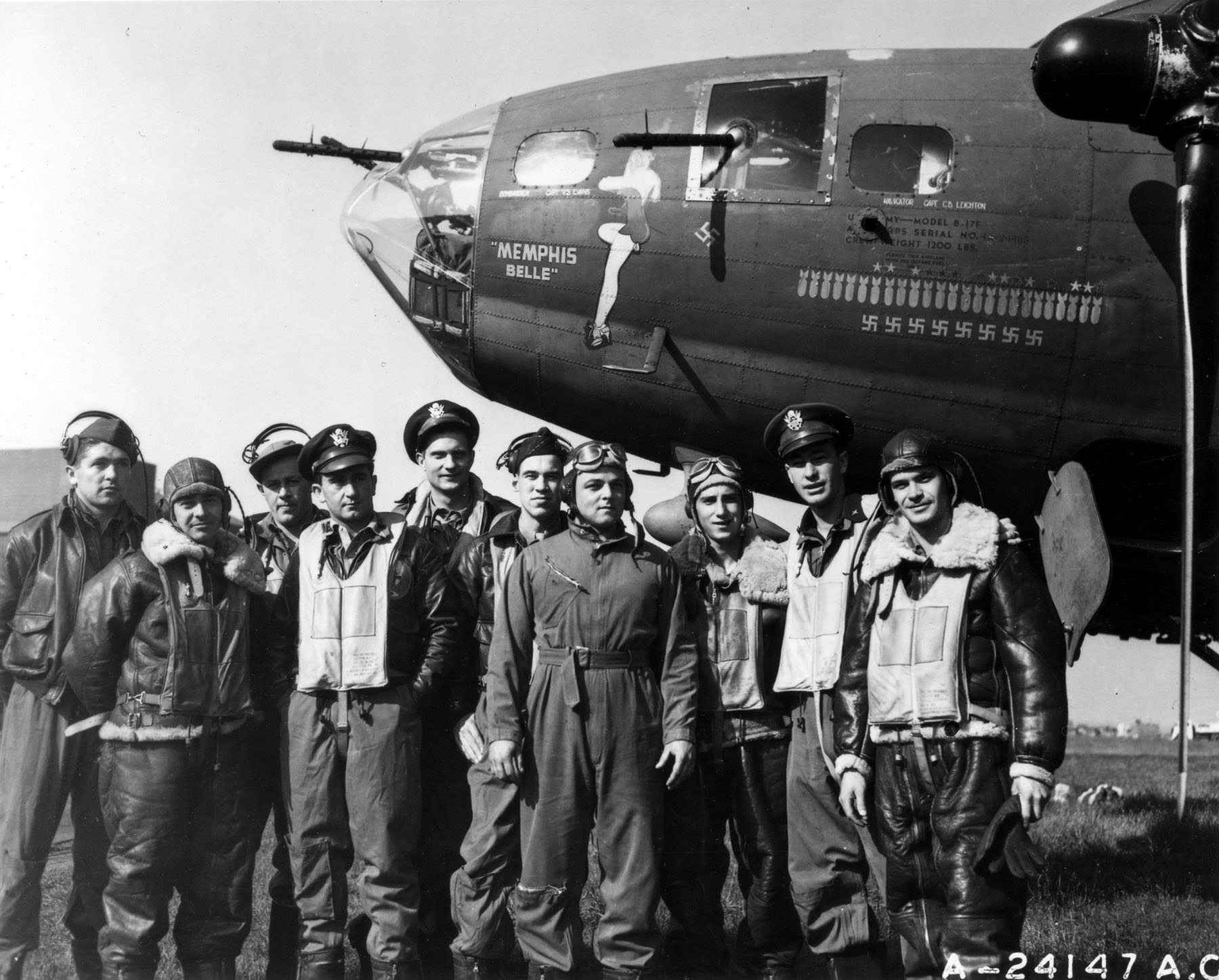
Il vero equipaggio del B-17 "Memphis Belle" dalla cui vera storia fu tratto il film omonimo del 1990

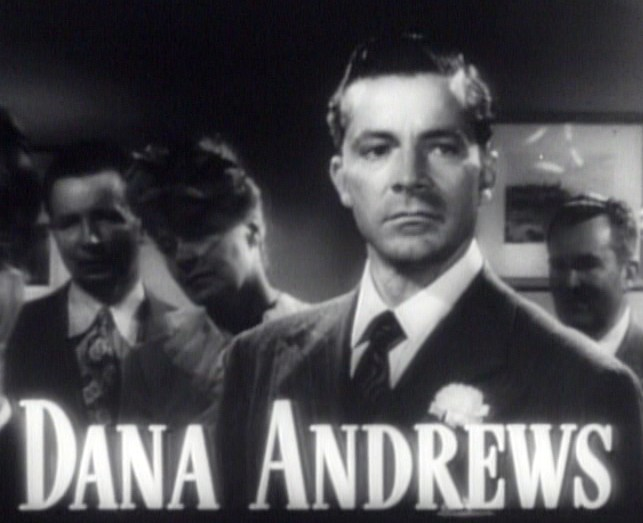
L'attore Dana Andrews nel film I migliori anni della nostra vita del 1946, in cui interpreta un capitano pluridecorato bombardiere di B-17 afflitto da incubi da combattimento e le sue difficoltà di reinserimento nel mondo civile dopo la guerra

Anche Hollywood nel dopoguerra si è ispirata alle vicende degli equipaggi di B-17 e ha prodotto alcuni film imperniati o su ricostruzioni storiche belliche o su piloti nel loro reinserimento nel mondo civile negli anni cinquanta. I film principali del dopoguerra sono stati:
- 19⁰ stormo bombardieri (1943) di Richard Wallace con Pat O'Brien, Randolph Scott, Anne Shirley.
- Arcipelago in fiamme (Air Force) (1943) di Howard Hawks
- I migliori anni della nostra vita (Best Years of Our Lives) (1946)
- Suprema decisione (Command Decision) (1948)
- Cielo di fuoco (Twelve O'Clock High) (1949)
- La signora prende il volo (Lady Takes a Flyer) (1958)
- Amante di guerra (The War Lover) (1962)
- 1000 aquile su Kreistag (Thousand Plane Raid) (1969)
- Tora! Tora! Tora! (Tora! Tora! Tora!) (1970)
- Heavy Metal (Heavy Metal) (1981)
- Memphis Belle (Memphis Belle) (1990)

I migliori anni della nostra vita è un film del 1946, vincitore di 7 premi Oscar e incentrato sulle vicende di militari rientrati dopo la guerra negli Stati Uniti fra cui un pilota di b17 Dana Andrews, costretti a confrontarsi con i cambiamenti sopravvenuti nelle loro vite.
Il secondo film dell'elenco, Command Decision del 1948, ha come protagonista Clark Gable nel ruolo di un generale alle prese con le difficoltà nell'organizzare i bombardamenti in profondità sulla Germania, pur di interrompere lo sviluppo di un nuovo caccia nazista in grado di alterare gli esiti della guerra. Nel film sono integrate molte sequenze provenienti dal documentario girato durante la guerra Target for Today ("L'obiettivo di oggi").
Nel film del 1949, Cielo di fuoco, basato su di un romanzo scritto l'anno prima, il protagonista Gregory Peck è il generale a capo di un reparto di Fortezze Volanti impiegato in Europa. Detestato dai suoi equipaggi per le aspre critiche cui sottopone tutti al rientro dalle missioni, viene nel corso del film rivalutato quando ci si rende conto che mettendo in pratica i rilievi ricevuti, il reparto è quello che subisce le minori perdite in combattimento. Il conflitto di personalità tra i piloti e il loro comandante attraversa tutto il film fino all'ultima missione alla quale partecipa lo stesso generale. Girato in bianco e nero, il film venne supportato dalla aeronautica militare statunitense e includeva spezzoni di filmati girati durante le vere operazioni di combattimento. Il film ricevette quattro nomination per l'Oscar del 1960, arrivando a vincerne due: uno a Dean Jagger per il migliore attore non protagonista e uno per il miglior sonoro. Nel 1998, il film è stato selezionato per la conservazione nel National Film Registry della Biblioteca del Congresso come "culturalmente, storicamente o esteticamente significativo". Al film seguì una serie televisiva che venne trasmessa negli Stati Uniti dal 1964 per tre stagioni.
Nel 1962 è la volta di Steve McQueen di vestire la tuta di volo di pilota di B-17. Nel film Amante di guerra interpreta uno spericolato pilota di Fortezze Volanti che però gode della fiducia dei suoi membri di equipaggio per le grandi capacità di pilotaggio e di riportare l'aereo indietro alla base.
Nel film Tora! Tora! Tora! del 1970 è inserito uno spezzone che riprende un atterraggio di emergenza di un B-17 con un carrello retratto. Il film, incentrato sulla rievocazione dell'attacco di Pearl Harbor, riporta l'episodio storicamente confermato, secondo il quale la prima ondata di attaccanti giapponesi, quando entrò nel raggio di azione dei radar americani, fu avvistata da una postazione dell'esercito da poco operativa in quanto fino ad allora utilizzata come centro di addestramento per i radaristi, sita nella posizione più settentrionale delle Hawaii. Il giovane ufficiale che la presiedeva, privo di solida esperienza, ritenne che dovesse trattarsi di una formazione di sei Fortezze Volanti il cui arrivo era atteso a breve. La rotta di avvicinamento della prima ondata di attacco, inoltre, si discostava di poco da quella lungo la quale i bombardieri americani si sarebbero dovuti avvicinare.
Nel film d'animazione di genere fantasy ed horror Heavy Metal del 1981, un B-17 gravemente danneggiato è infestato dai cadaveri resuscitati dell'equipaggio colpito, avendo la meglio sui piloti superstiti.
L'ultimo in ordine cronologico è il film del 1989 Memphis Belle diretto da Michael Caton-Jones. La pellicola è la trasposizione in film drammatico del documentario del 1944 "Memphis Belle: A Story of Flying Fortress" del regista William Wyler. Tratta la storia della venticinquesima e ultima missione di un bombardiere americano B17, il Memphis Belle, di base in Inghilterra durante la seconda guerra mondiale. Per il regolamento dell'epoca in vigore nell'USAAF, un equipaggio che fosse arrivato a compiere 25 missioni di guerra, avrebbe terminato il suo turno di servizio, conquistando il diritto a rientrare negli Stati Uniti. Il Memphis Belle fu il primo a raggiungere questo traguardo e il film narra in modo romanzato le paure e le superstizioni che si accumulano tra gli aviatori all'avvicinarsi del traguardo che gli consentirebbe di superare la guerra vivi. La sceneggiatura, per quanto solo ispirata alla vicenda reale, pur in presenza di errori storici come l'inserire sequenze con aerei di scorta North American P-51 Mustang non ancora operativi all'epoca dei fatti narrati, tenta di ricostruire la vita e le vicissitudini degli equipaggi di Fortezze Volanti durante la campagna di bombardamenti sull'Europa.
Una menzione a parte merita il film di Howard Hawks Air Force del 1943. (titolo italiano Arcipelago in fiamme) che narra anche in chiave propagandistica le vicissitudini dell'equipaggio di un B 17, la Mary-Ann, che si ritrova ad arrivare a Pearl Harbor nel bel mezzo dell'attacco giapponese.